# کرمانشاه
کرمانشاه (به کُردی: کرماشان؛ آوای کردی جنوبی: [kʰɨɾmä:ʃä:n]) مرکز استان کرمانشاه در ایران، نهمین شهر پرجمعیت و یکی از کلان‌شهرهای ایران است. جمعیت کلان‌شهر کرمانشاه در سرشماری سال ۱۳۹۵ بالغ بر ۹۴۶٬۶۵۱ نفر بوده و مساحت آن ۹۳،۴ کیلومتر مربع است. کرمانشاه مهم‌ترین شهر در منطقهٔ مرکزی غرب ایران است و بزرگ‌ترین شهر کردنشین ایران نیز محسوب می‌گردد. حدود ۵۰ درصد جمعیت استان کرمانشاه ، در این شهر قرار دارد.
شهر کرمانشاه دارای آب و هوای معتدل کوهستانی است. محدودهٔ شهر از شمال به کوه فرخشاد، از شمال باختری به طاق‌بُستان و از جنوب به سفید کوه ختم می‌شود و یکی از شاهراه‌های ارتباطی خاور و باختر و کهن‌ترین راه گذر از ایران به میان‌رودان است. این شهر به‌دلیل قرارگرفتن در چهارراه دو محور شمال به جنوب و خاور به باختر و نیز همسایگی با کشور عراق و واقع‌شدن بر سر راه شهرهای زیارتی کربلا، نجف، سامرا و بغداد از اهمیت بسیاری برخوردار است.
کرمانشاه از شهرهای تاریخی و فرهنگی ایران به‌شمار می‌رود و پیدایش آن دست‌کم به ۳۵۰۰ ق. م بازمی‌گردد. این منطقه در دوران اشکانیان محل سکونت شهری بوده و در سده چهارم میلادی به عنوان دومین اقامتگاه پادشاهی ساسانیان برگزیده شده و از آن دوران تا حمله اعراب به ایران به عنوان دومین پایتخت ساسانیان مورد توجه حکومت بوده‌است. در این دوران باغ‌های بزرگی در این منطقهٔ خوش آب و هوا ساخته شد و تا مدت‌ها مکان خوش‌گذرانی پادشاهان ساسانی بود. سه سده پس از حملهٔ اعراب مسلمان دو حکومت کُرد حسنویان و بنی‌عیاران در کرمانشاه به قدرت رسیدند در دوران سلجوقیان در سده یازدهم میلادی کرمانشاه به عنوان شهر ارشد کردستان انتخاب شد. در قرون وسطی شهر کرمانشاه یا قَرمَسین در حکم یکی از نواحی چهارگانه عراق عجم شناخته می‌شد. در آن زمان اغلب اوقات ایالت جبال را عراق عجم می‌نامیده‌اند تا با عراق عرب اشتباه نشود که به‌طور تقریبی نیز با ناحیهٔ ماد باستانی مطابقت داشت. در عصر صفویان خاندان کُرد زنگنه در کرمانشاه حکومتی تشکیل دادند که تا آغاز سده نوزدهم تداوم داشت. این شهر در دوران قاجار تحت حکومت خاندان قاجار قرار گرفت و از نیمهٔ سده نوزدهم به محلی برای بازرگانی تبدیل شد. کرمانشاه در جنبش مشروطه سهمی به سزا داشت و در جنگ جهانی اول و دوم به تصرف نیروهای بیگانه درآمد و پس از پایان جنگ تخلیه شد. همچنین این شهر در جنگ ایران و عراق، خسارت‌های زیادی دید. در سال ۱۴۰۰ شهر کرمانشاه به خاطر فرهنگ غنی خوراک خود از طرف یونسکو به عضویت شبکۀ جهانی شهرهای خلاق درآمد و همچنین در سال ۲۰۲۵ توسط مجمع شهرداران آسیایی به عنوان «پایتخت فرهنگی شهرهای آسیایی» برگزیده شد.

## ریشۀ نام

### پیشینه نام کرمانشاه
کرمانشاه در دوره‌های مختلف دارای نام‌های گوناگونی بوده که معمولاً با تغییر از حکومتی به حکومتی دیگر صورت می‌گرفته‌است، در قدیمی‌ترین شکل خود اولین بار در دوران باستان و در زمان فرمانروایی کاسیها کرمانشاه را با نام الیپی می‌خوانند و در دوران هخامنشیان از کرمانشاه با نام‌های کامبادن، کارمیسین، کارمیشین، کرمینشان و غیره یاد می‌شود.
پس از اسلام، نام کرمانشاه در زبان عربی به قرماسین تغییر پیدا کرد، اما در دوره‌های بعدی از نام‌های کرمانشاهان و کرمانشاه استفاده شد.
نام کرمانشاه پس از پیروزی انقلاب ۵۷ به قهرمانشهر و چندی بعد به باختران تغییر پیدا کرد؛ ولی از آن‌جایی که این امر با اعتراضات گستردهٔ مردم کرمانشاه همراه شد، در نتیجه چندی بعد با تلاش‌های اسماعیل ططری و با تصویب قانونی نام شهر به نام قدیمی خود تغییر یافت.

### نام کرمانشاه در افسانه‌ها
در افسانه‌ها بنای شهر کرمانشاه را بدست طهمورث دیوبند پادشاه افسانه‌ای پیشدادیان بیان کرده‌اند.

### باورها در مورد نام کرمانشاه
در مورد نام‌گذاری کرمانشاه باورهای متفاوتی وجود دارد، عده‌ای نام کرمانشاه را به بهرام چهارم منسوب می‌دانند که در سدهٔ سوم تا چهارم میلادی پادشاه شهر کرمان بوده و پس از تأسیس کرمانشاه این شهر را با نام او می‌خوانند.
نام این شهر در زبان مردم بومی، کرماشان تلفظ می‌شود. محمد مکری، پژوهشگر و زبان‌شناس، نام کرمانشاه را تلفظی اشتباه اما مصطلح از کلمهٔ کرماشان می‌داند که از کرمانچ یا کرمانج به معنای رعیت گرفته شده و به باور وی شهر رعایا معنا می‌دهد. عبدالرحمان شرفکندی (هژار) نیز در فرهنگ واژگان کردی خود با عنوان هنبانه بورینه، معنای واژهٔ کرمانج را روستایی کرد، و کرمانشاه را کردی مخفف «کرمانج شار یا کرمانجان» دانسته‌است.

## تاریخ

### تاریخ باستان

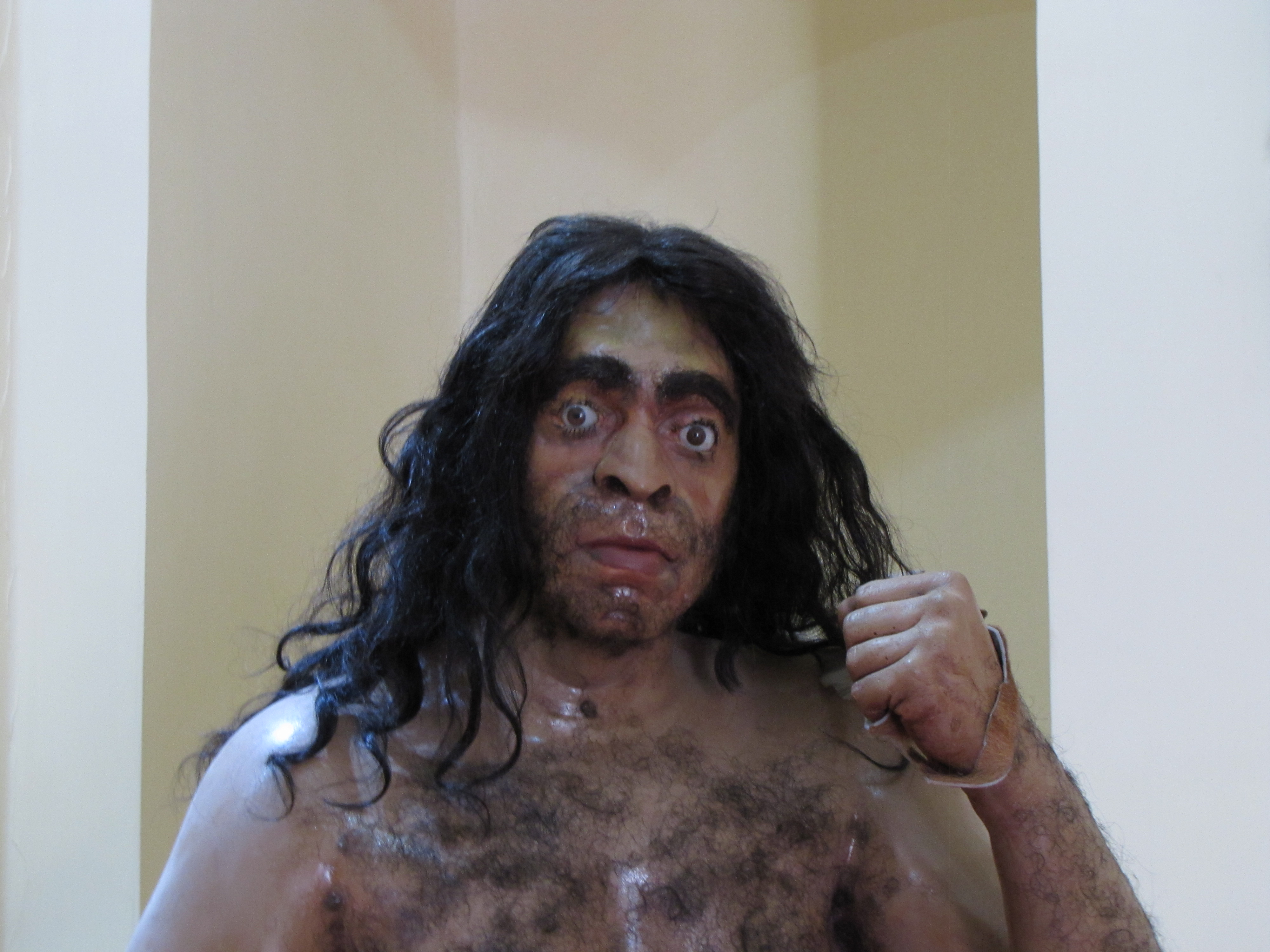
نخستین مولاژ ساخته شده از انسان نئاندرتال در ایران، موزه پارینه سنگی زاگرس

کرمانشاه که در میانه‌های رشته کوه زاگرس قرار دارد  به‌دلیل وضعیت آب و هوایی، کوهستانی بودن و وجود پناهگاه و غارهای طبیعی همواره مورد توجه انسان‌های عصر سنگ بوده‌است.
کرمانشاه از لحاظ بقایای سکونت‌های پیش از تاریخ، یکی از مناطق بسیار غنی و مهم در ایران و غرب آسیا است.
قدیمی‌ترین آثار سکونت انسان در کرمانشاه مربوط به دورهٔ پارینه‌سنگی کهن است که در محوطهٔ سنگ معدن در آبان ۱۴۰۰ در جنوب غربی شهر پیداشده که شامل ده‌ها تبرسنگی، ساطور ابزار و سنگ مادر مربوط به دورهٔ آشولی است و قدمت آن بین ۷۰۰ هزار تا ۱ میلیون سال برآورد شده‌است. علاوه بر این در دههٔ ۱۹۶۰ آثاری از دورهٔ دورهٔ پارینه‌سنگی کهن شامل چند تبرسنگی است در تپهٔ گاکیه و نیز در غرب هرسین یافت شده‌بود که قدمت آن حدود ۲۰۰ هزار سال برآورد شده‌بود. آثار مهمی از دوران عصر سنگ در غارهای کرمانشاه کشف شده‌است که بیشترشان مربوط به دوره‌های میان‌سنگی و نوسنگی است.
ساکنان منطقهٔ امروزی کرمانشاه در دوران باستان بسیاری از نخستین‌های تاریخ را به نام خود ثبت کرده‌اند؛ نخستین انسان‌هایی که در حدود ۹ هزار سال پیش با گرم شدن زمین غارنشینی را ترک کرده و به زندگی یکجانشینی روی آورده‌اند ساکنان این بوم بوده‌اند که نخستین خشت خام را تولید و در ساخت خانه و صنعت از آن استفاده کرده‌اند. همچنین نخستین روستای خاورمیانه در دوران نوسنگی (از ۹۸۰۰ ق. م تا ۷۴۰۰ ق. م) در این منطقه شکل گرفته‌است. ساکنان این منطقه در دوران باستان همچنین با اختراع سفال نخستین انسان‌هایی بودند که به فعالیت‌های صنعتی رو آوردند و آثار زیادی از دوران پیش از تاریخ در کرمانشاه یافت شده‌است.

### پیش از اسلام

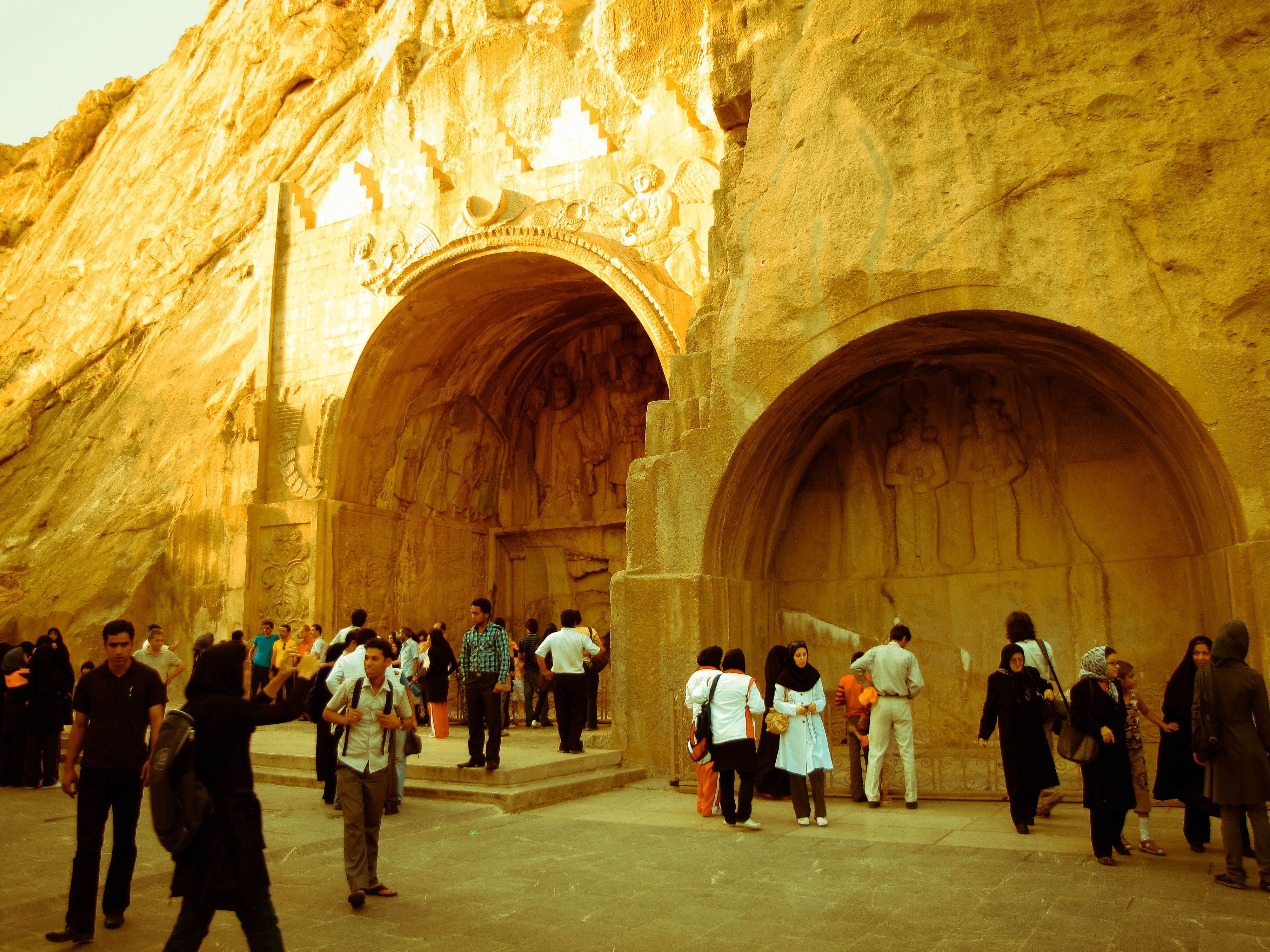
طاق بستان، نمایی از طاق بزرگ و کوچک

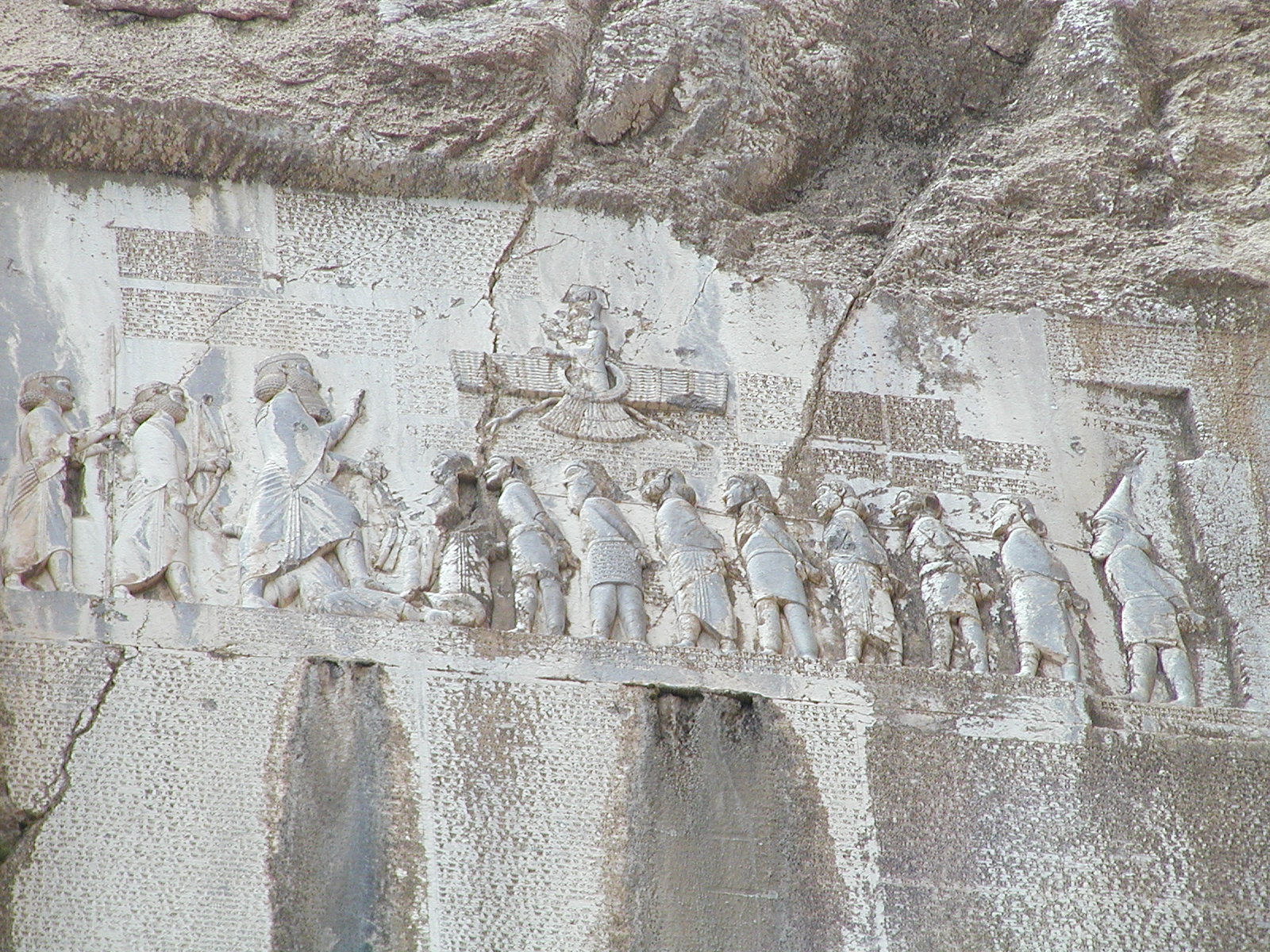
سنگ‌نبشته بیستون

تاریخدانان قدمت تاریخی کرمانشاه را بین ۸ تا ۱۲ هزار سال برآورد کرده‌اند و برخلاف سایر نقاط ایران که به صورت مقطعی مورد سکونت قرار می‌گرفته‌اند، این مکان همواره مورد سکونت انسان در دوره‌های مختلف قرار گرفته‌است. این شهر به لحاظ تاریخی از دوران باستان به عنوان دروازهٔ ورودی آسیا به جلگهء معروف میان‌رودان بوده‌است. دلیل این ادعا همان‌طور که در متون تاریخی نیز آمده‌است، وجود بزرگ‌ترین راه ارتباطی میان فلات ایران، چین و هندوستان با ساکنان میان‌رودان است که به این راه اصطلاحاً شاهی نیز گفته می‌شود.
در هزاره چهارم پیش از میلاد استان کرمانشاه یکی از مراکز مهم تجاری و بازرگانی بوده و بازرگانان آن با بازرگانان شوشی و میان‌رودانی به داد و ستد و مبادله کالا مبادرت می‌ورزیدند. حضور بازارهایی در گودین کنگاور و چغاگاوانه اسلام‌آباد از آن دوره شاهدی بر این مدعا است.
به استناد کتیبه‌های بابلی و آشوری، ساکنان زاگرس اقوام لولوبی و گوتی بودند. این مردمان به منظور حفاظت از این خطه مرتب با بین‌النهرینی‌ها در جنگ و ستیز بوده‌اند که در این امر به پیروزی‌های چشمگیری نیز نایل شده‌اند و از آن پس دره‌های زاگرس سده‌ها مرکز تمدن و حکومت‌های ایرانی و میان‌رودانی بوده‌است. حضور نقش برجسته‌های این اقوام در یکی از قدیمی‌ترین نقش برجسته‌های خاورمیانه محسوب می‌شود بیانگر این موضوع است.
منطقهٔ شمال غربی شهر کرمانشاه در دورهٔ مفرغ میانی و جدید، و عصر آهن سه محل سکونت مردم متمدنی بوده‌است که بقایای زندگی آن‌ها که روستایی با قدمت ۵۵۰۰ سال است در طاق‌بستان کشف شده‌است.

در دوران اشکانیان در شمال شرقی شهر کرمانشاه شهر بزرگی وجود داشته که بقایای دیوار، خندق‌های اطراف آن و کارگاه شراب‌سازی آن در محل تپهٔ مراد حاصل و همچنین گورستان آن شامل تعدادی گور-خمره در محل طاق‌بستان به دست آمده‌است. در این دوران سرزمین کرمانشاه به دو ایالت کادینا (کرند) و کامبادنه (کرمانشاه) تقسیم می‌شده‌است. در دوران‌هایی کارینا (کرند) و کامبادنه (کرمانشاهان) ساتراپی‌های چهارم و پنجم نواحی سفلای دولت مقدونی را تشکیل می‌دادند

در دوران ساسانیان کرمانشاه یکی از شهرهای مهم این حکومت به حساب می‌آمد. در دوران خسروپرویز بناهای زیادی در کرمانشاه ساخته شد، باروی شهر اشکانی کرمانشاه دیوار شکارگاه سلطنتی تبدیل شد و کرمانشاه به نشستگاه وی بدل گشت. گفته شده که در زمان خسرو بنای بلندی به ارتفاع ۴۵ متر به شکل مربع در آن ساخته بودند و سنگ‌ها را با سیخ‌های آهن چنان به هم وصل کرده بودند که میان سنگ‌ها دیده نمی‌شد و گمان می‌رفت که عمارت یکپارچه از سنگ ساخته شده‌است؛ که از آن برای پذیرایی از پادشاهان سایر کشورها استفاده می‌شد. کرمانشاه پایتخت بهاری خسرو پرویز بوده و وی همه ساله در فصل بهار به کرمانشاه می‌آمد. در کتاب بندهشن به زبان پهلوی ساسانی که تدوین نهایی آن در سدهٔ سوم هجری قمری انجام شده و ادعا می‌شود که اصل آن به اواخر دورهٔ ساسانی بازمی‌گردد، از شهر کرمانشاه با نام گِلمینشِن glmynš'n یاد شده‌است. همچنین در برخی منابع ادعا شده که هنگامی که محمد، خسروپرویز را به اسلام دعوت کرد، خسرو در کنار رود قره‌سو نشسته بود و با خواندن نامه به خروش آمد و نامه را پاره کرد و به داخل رود قره‌سو ریخت.

### دورۀ اسلامی
به دنبال حمله اعراب به امپراتوری ساسانی و پیروزی سپاه اسلام در نبرد جلولا در سال ۶۳۷ م تسخیر مناطق کردنشین آغاز شد. تسخیر کرمانشاه در فاصلهٔ سال‌های ۶۳۷ م تا ۶۴۰ م در مجموعه نبردهایی اتفاق افتاد که به فرماندهی هاشم بن عتبه و جریر بن عبدالله بجلی انجام شد و طی آن شهرهای خانقین، بندنیجین (مندلی)، قصر شیرین، حلوان و کرمانشاه به دست اعراب مسلمان تسخیر شدند. از بلاذری نقل شده که «سعد جریر» در سال ۶۴۰ م به دینور حمله کرده و چون از فتح آن ناکام مانده راهی کرمانشاه شده و این شهر بدون نبرد به دست او افتاده‌است. همچنین در ۶۴۲ م شهر دینور نیز به صلح تسلیم سپاه اعراب مسلمان شد. با این وجود شهر کرمانشاه به دنبال حمله اعراب به امپراتوری ساسانی به کلی ویران شد و از جمعیت آن کاسته شد و در پی آن ساکنان این شهر به شهر دینور مهاجرت کردند. از اوایل سده دوم هجری قمری بار دیگر گروهی از مردم در حاشیهٔ رود قره‌سو سکونت گزیدند. از این شهر جدید در منابع با نام قرمیسین یاد شده که در دوران عباسیان  به‌دلیل موقعیت استراتژیک خود یکی از چهار شهر مهم عراق عجم به حساب می‌آمده‌است.

در سال ۹۶۱ م حکومت کُردی حسنویان از سوی ابوالفوارس حسنویه در سرماج بنیان گذاشته شد که شهر قرمیسین نیز بخشی از آن محسوب می‌شد. این حکومت تا ۱۰۴۶ م که مهلهل ابن محمد عناز از طایفهٔ کُرد بنی عیاران شهر قرمیسین را فتح کرد تداوم داشت. با این وجود حملهٔ تُرک‌های سلجوقی به حکومت هر دو سلسلهٔ کُرد در کرمانشاه پایان داد.
در دوره سلجوقیان قلمروی حکومت به ایالت‌های مختلفی تقسیم شد و کرمانشاه به عنوان شهر ارشد ولایت کردستان بوده‌است. با این وجود کرمانشاه در سال ۱۲۲۰ م پس از حمله مغول به ایران بار دیگر ویران شد و آسیب‌های بسیاری دید. در ۱۲۵۷ م سپاه هلاکوخان که برای فتح بغداد می‌رفت کرمانشاه را نیز ویران کرد و ساکنانش را قتل‌عام کرد. در سده هشتم نیز سپاه امیر تیمور به کرمانشاه یورش آورد. در توصیف شرایط آن زمان حمدالله مستوفی در کتاب نزهةالقلوب (نوشته‌شده به سال ۷۴۰ قمری برابر با ۱۳۳۹ میلادی)، شهر کرمانشاه را در شمار شهرهای کردستان آورده و نوشته‌است:
کرمانشاه، آن را در کتب قرماسین نوشته‌اند، از اقلیم چهارم است … شهری وسط بوده‌است، اکنون دیهی است و صفه شبدیز در آن حدود است و خسروپرویز ساخته و در صحرای آن باغ انداخته دو فرسنگ در دو فرسنگ، و …

#### صفویه
با تشکیل حکومت صفویان، کرمانشاه همچون دیگر شهرهای ایران تحت تسلط این حکومت درآمد. در زمان حکومت شاه اسماعیل صفوی، کرمانشاه به اشغال سپاهیان سلطان مراد آق قویونلو درآمد اما شاه اسماعیل با دوازده هزار قزلباش به جنگ وی رفت و موفق به بازپس‌گیری کرمانشاه شد. در سال‌های آغازین حکومت صفوی  به‌دلیل جنگ و ستیز این حکومت با عثمانی، کرمانشاه گاه تحت تسلط صفویه و گاه تحت تسلط عثمانی بود. از عصر شاه صفی به بعد، خاندان زنگنه که تیولداران بخش اعظم منطقهٔ غرب ایران بودند در کرمانشاه حکومتی تشکیل دادند و به قدرت رسیدند. شهر کرمانشاه در این دوره همچنان در مکانی میان پل کهنه و قلعه کهنه در حاشیهٔ رود قره‌سو قرار داشت. پایان یافتن جنگ‌های میان ایران و عثمانی و انعقاد عهدنامهٔ زهاب در ۱۷ می ۱۶۳۹ سبب شد تا کرمانشاه از عصر شاه صفی تا پایان دورهٔ صفویه دورانی از آرامش را همراه با ترقی اقتصادی، اجتماعی و فرهنگی سپری کند.

#### افشاریه
در سال ۱۱۴۳ هـ.ق. سپاهیان نادرشاه، سپاهیان عثمانی را شکست دادند و همدان، کرمانشاهان و آذربایجان را از وجود آنان پاک کردند. در عصر افشاریه  به‌دلیل وجود توپخانهٔ نادری در کرمانشاه این شهر اهمیت نظامی پیدا کرد و به جبههٔ جنگ نادر شاه با عثمانی تبدیل شد. بعد از مرگ نادر شاه این شهر  به‌دلیل وجود توپخانهٔ نادری در کانون توجه قدرت طلبان قرار داشت و درگیری‌هایی میان سرداران مختلف بر سر دستیابی به این شهر صورت گرفت که در نهایت کریم خان بر آن مسلط شد.

#### زندیه

نگاره‌ای از طاق بستان در سال ۱۸۲۹ م

در عصر زندیه کرمانشاه با وجود حکمران مقتدر خود الله‌قلی‌خان زنگنه اگر چه دورانی کوتاه توأم با آرامش را از سر گذراند، اما با مطرح شدن الله‌قلی‌خان به عنوان یکی از مدعیان قدرت و تلاش وی برای دستیابی به تاج و تخت سلطنت بعد از مرگ کریم خان، بار دیگر این شهر به میدان جنگ و ستیز مبدل گشت.
در سال ۱۷۵۳ میلادی شهر کرمانشاه که در آن زمان در درهٔ رود قره‌سو واقع شده‌بود، با حملهٔ نیروهای زندیه به‌طور کامل تخریب شده و جمعیت آن نیز به‌طور کامل تخلیه شد. ابعاد این تخریب تا اندازه‌ای بود که تا نزدیک به ۱۰ سال شهری به نام کرمانشاه وجود نداشت و منطقهٔ کرمانشاه نیز بدون حاکم‌نشین و حاکم بود. از سال ۱۷۶۲ میلادی با منصوب شدن الله‌قلی‌خان زنگنه به حکومت کرمانشاه از سوی کریم‌خان زند، به عنوان نخستین حاکم منطقهٔ کرمانشاه پس از دورهٔ ۱۰ ساله، ساخت دوبارهٔ شهر آغاز شد و کرمانشاه این بار در درهٔ رودخانه آبشوران در جنوب غربی مکان سابق احیا گردید. شهر جدید از به هم پیوستن چهار روستای فیض‌آباد، هوری‌آباد، برزه‌دماغ و چنانی شکل گرفت که به محله‌های شهر جدید تبدیل شدند.

#### قاجاریه

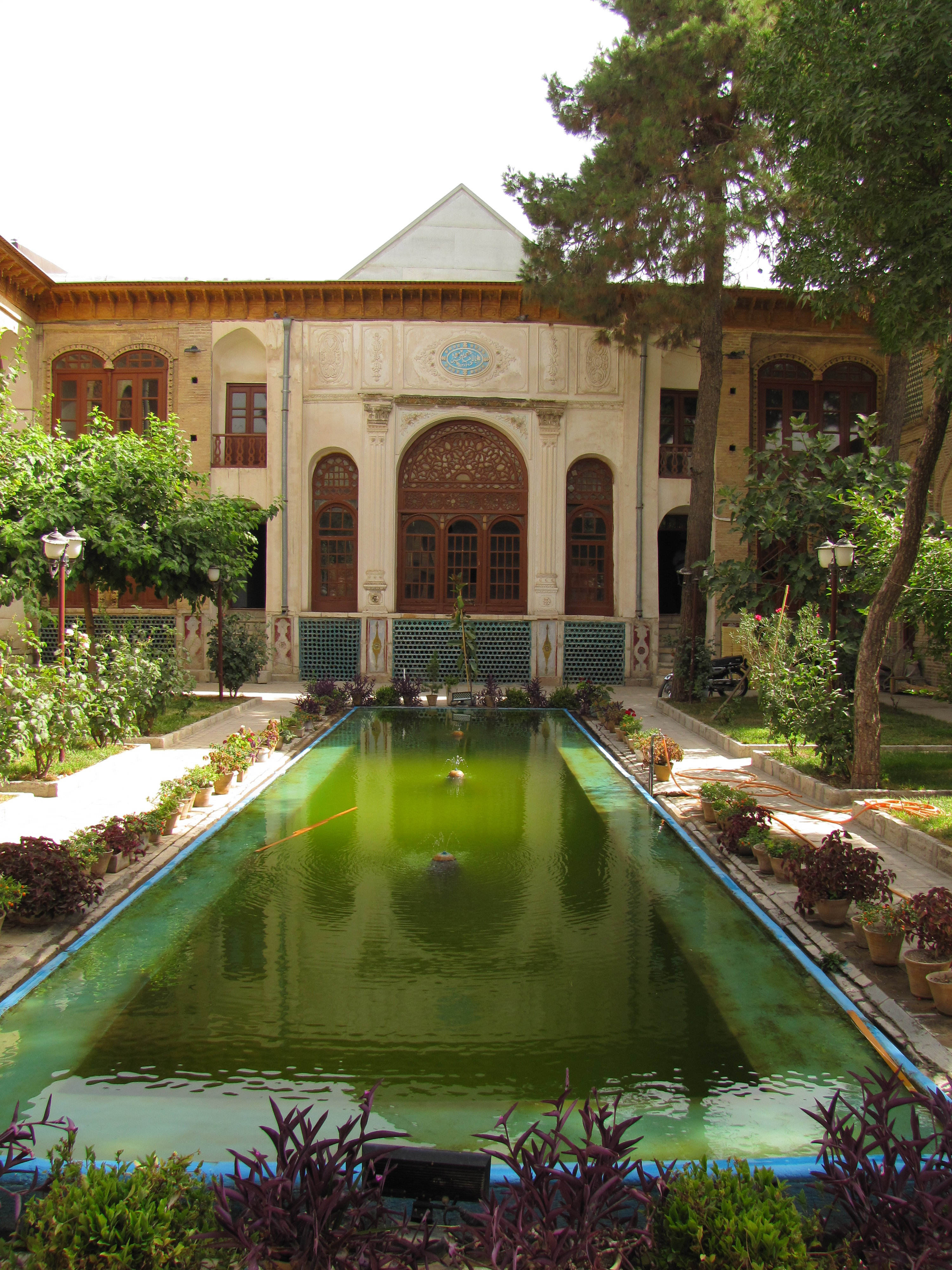
تکیه بیگلربیگی، بنایی مربوط به دوران قاجار

کرمانشاه  ازجمله مناطقی بود که در ابتدای سلطنت تُرک‌های قاجار به تصرف آقا محمدخان قاجار درآمد. در سده نوزدهم بر اهمیت تجاری و استراتژیک کرمانشاه افزوده شد و کرمانشاه به عنوان مرکز کردستان ایران مطرح شد. هنری بایندر سیاح فرانسوی که در اواخر سده نوزدهم از کرمانشاه دیدن کرده‌است، در سفرنامهٔ خود با عنوان «در کردستان، در بین‌النهرین و پرشیا» که در سال ۱۸۸۷ به چاپ رسیده‌است می‌نویسد:
.... کرمانشاه با شهر سنه که در شمال آن واقع شده، عنوان حاکم‌نشین کردستان ایران را دارند.
سر جان ملکم اهمیت کرمانشاه را به عنوان بازاری برای تجارت بین ترکیه و ایران ذکر کرده‌است. سر جان مک‌دانلد کینر بیان می‌کند که در ۱۸۰۱ شهر  درحال شکوفایی بود و حدود ۱۲۰۰۰ خانه داشت که جمعیتی بالغ بر حدود ۶۰۰۰۰ نفر را سکنی می‌داد.
دوران بعدی رشد و توجه به کرمانشاه در دوران قاجاریه بود که مورد توجه دوباره حکومت از لحاظ سیاسی و اجتماعی بود. در سال ۱۸۰۶ میلادی محمدعلی میرزا دولتشاه قاجار به حکومت کرمانشاهان منصوب و از خاندان کُرد زنگنه سلب حاکمیت شد. در این دوران بافت تاریخی شهر کرمانشاه شکل کنونی خود را پیدا می‌کند. پس از درگذشت محمدعلی میرزا دولتشاه فرزندش محمدحسین میرزا حشمت‌الدوله در سال ۱۲۳۷ هـ. ق به حکومت غرب و عراق عرب و عراق عجم  ازجمله کرمانشاهان منصوب شد.

### دوران معاصر

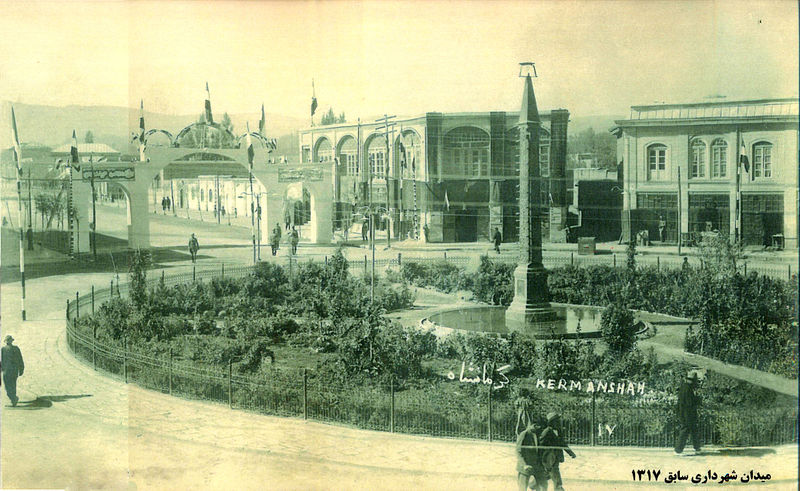
میدان شهرداری سابق در سال ۱۳۱۷

به نوشته دانشنامه ایرانیکا کرمانشاه به‌طور فعال در انقلاب مشروطه درگیر بود. به نوشته دائرةالمعارف الاسلامیه نقش اندکی در انقلاب مشروطه داشت. در سال ۱۹۱۱، سالار الدوله به نام محمد علی شاه، شاه سابق، وارد کرمانشاه شد. یک سال بعد، او با نیرویی متشکل از کلهرها، سنجابی‌ها و دیگر عشایر کرد به سوی تهران پیشروی کرد. او در نزدیکی همدان شکست خورد و سربازان دولتی کرمانشاه را بازپس گرفتند. عملیات تا پاییز ادامه یافت و در این حین کرمانشاه چند بار دست به دست شد.
کرمانشاه در جنگ جهانی اول برای مدتی محل تشکیل دولت موقت مهاجرین مشروطه خواه بود. این دولت که با مهاجرت نمایندگان مجلس شورای ملی به کرمانشاه به ریاست نظام السلطنه مافی تشکیل شده بود، مناطق غربی ایران را زیر نفوذ خود داشت و توانست ۹ ماه پایدار بماند. با ورود نیروهای روسیهٔ تزاری در ۲۵ فوریه ۱۹۱۶ اعضای این دولت به قصر شیرین و از آنجا به عثمانی مهاجرت کردند. همچنین با وقوع انقلاب فوریه ۱۹۱۷ در روسیه، نیروهای روسیه تزاری از کرمانشاه خارج شدند و ارتش عثمانی توانست کرمانشاه را اشغال نماید.
کرمانشاه همچنین در جنگ جهانی دوم به تصرف نیروهای بریتانیا درآمد و تا پایان جنگ در اشغال ماند.
کرمانشاه در وقوع انقلاب بهمن ۱۳۵۷ نیز تأثیر زیادی داشت و تظاهرات و اعتصاب‌های مردم سبب شد تا به عنوان یکی از مراکز مقاومت مردم در برابر حکومت پهلوی شناخته شود. پس از انقلاب این شهر در جنگ ایران و عراق، خسارات زیادی دید.

## جغرافیا

### موقعیت
|       |              |                                                                               |  |  |  |  |  |
| منطقه | محل دبیرخانه | استان‌ها                                                                       |  |  |  |  |  |
| ۴     | کرمانشاه     | استان کرمانشاه استان ایلام استان لرستان استان همدان استان مرکزی استان خوزستان |  |  |  |  |  |

شهر کرمانشاه از شمال به کوه فرخشاد و کوه پراو، از شمال غربی به کوه طاق بستان و از جنوب به سفید کوه منتهی می‌شود که در قسمت مرکزی استان کرمانشاه با موقعیت ۴۷ درجه و ۴ دقیقهٔ شرقی و ۱۹ درجه و ۳۴ دقیقهٔ شمالی قرار دارد و دارای ۲۴۵۰۰ کیلومتر مربع گستردگی و ارتفاع ۱۲۰۰ متر از سطح دریا است.
کرمانشاه یکی از شاهراه‌های ارتباطی شرق و غرب و قدیمی‌ترین راه عبور زائران عتبات عالیات است که به همین سبب تأثیرات فرهنگی و معنوی برجا گذارده‌است. کرمانشاه در دروازه زاگرس قرار دارد. رشته کوه زاگرس که فلات ایران را از سرزمین‌های همسایه جدا کرده‌است در مسیر کرمانشاه، به دشت‌های وسیع و کوه‌های عمدتاً مجزا و دره‌های وسیعی منتهی می‌شود که از قدیم برای رسیدن به میان‌رودان مورد استفاده قرار گرفته‌است.
فاصلهٔ زمینی شهر کرمانشاه در شرایط مطلوب تا بغداد، ۳۹۰ کیلومتر، تا تهران، ۵۹۰ کیلومتر از اتوبان ساوه و ۵۱۰ کیلومتر از اتوبان قم، تا مرز خسروی (مرز ایران و عراق) در حدود ۲۰۰ کیلومتر و فاصلهٔ هوایی آن تا تهران ۴۱۳ کیلومتر است.

### موقعیت منطقه‌ای
استان‌های ایران در طبقه‌بندی جدید در سال ۱۳۹۳ توسط وزارت کشور جمهوری اسلامی ایران به پنج منطقه برحسب عوامل همجواری، جغرافیایی و ویژگی‌های مشترک تقسیم‌بندی شدند؛ که هر یک از مناطق پنجگانه یک دبیرخانه دایمی دارد؛ که شامل شهرهای تهران، اصفهان، تبریز، کرمانشاه و مشهد می‌باشد؛ و هرکدام یک دفتر ستاد مرکزی در وزارت کشور دارند؛ که برای حل مشکلات مناطق بدون مراجعه به مرکز تشکیل شده‌اند.
این تقسیم‌بندی جدای از تقسیم‌بندی استانی مصوب مجلس شورای اسلامی می‌باشد؛ و مربوط به موضوعات داخلی وزارت کشور می‌باشد.
شهر کرمانشاه در این تقسیم‌بندی به عنوان دبیرخانۀ دائمی منطقۀ چهار شامل استان‌های کرمانشاه، ایلام، لرستان، همدان، مرکزی و خوزستان می‌باشد.

### آب و هوا
شهر کرمانشاه دارای اقلیم معتدل کوهستانی است.
در سده چهارم میلادی شهر کرمانشاه که در آن دوران روستای خوش آب و هوایی بود به عنوان دومین اقامت گاه سلطنتی ساسانیان انتخاب شد. در دوران ساسانیان باغ‌های بزرگی در این منطقه ساخته شد و تا مدت‌ها مکان تفریحی شاهان ساسانی بوده‌است. در دوران اسلامی نیز بارها شهر کرمانشاه را شهری خوش آب و هوا توصیف کرده‌اند که در آن آب‌ها جاری است و درختان و میوه جات فراوان دارد و کالاها در آن ارزانند.
ابن فقیه در کتاب البلدان که در سال ۲۹۰ هجری نگاشته‌است در مورد کرمانشاه می‌نویسد:
او-قباد- از مداین تا رود بلخ در همه راه هیچ سرزمینی که هوایش از کرمانشاهان تا گردنه همدان-اسدآباد- خوش‌تر و آبش گواراتر و نسیمش لذت بخش‌تر باشد نیافت این بود که قرمسین را ساخت.
بیشترین ساعات آفتابی کرمانشاه به ۲۹۹۹ ساعت می‌رسد، بیشترین ساعات آفتابی در ماه‌های تیر و مرداد و کمترین آن در ماه‌های دی و بهمن است. موقعیت اقلیمی و اکولوژیک استان کرمانشاه با توجه به میزان متوسط بارندگی و رطوبت نسبی سالیانه به نحوی است که دامنه کوه‌ها و دشت‌های آن عموماً پوشیده از جنگل و مرتع بوده و در پاره‌ای از نقاط نیز زمین‌های زارعی آبی و دیمی است. میانگین دمای سالانهٔ شهر کرمانشاه در حدود ۱۴سانتی‌گراد و میزان بارش سالانهٔ این شهر ۴۵۶٫۸ میلی‌متر است.
| آب و هوای کرمانشاه   | آب و هوای کرمانشاه | آب و هوای کرمانشاه | آب و هوای کرمانشاه | آب و هوای کرمانشاه | آب و هوای کرمانشاه | آب و هوای کرمانشاه | آب و هوای کرمانشاه | آب و هوای کرمانشاه | آب و هوای کرمانشاه | آب و هوای کرمانشاه | آب و هوای کرمانشاه | آب و هوای کرمانشاه | آب و هوای کرمانشاه |
|                      | ژانویه             | فوریه              | مارس               | آوریل              | مـــــه            | ژوئـن              | ژوئیـه             | اوت                | سپتامبر            | اکتبـر             | نوامبر             | دسامبر             | سـال               |
| -------------------- | ------------------ | ------------------ | ------------------ | ------------------ | ------------------ | ------------------ | ------------------ | ------------------ | ------------------ | ------------------ | ------------------ | ------------------ | ------------------ |
| گرم‌ترین C°           | ۱۴                 | ۲۰                 | ۲۵                 | ۲۸                 | ۳۴                 | ۴۰                 | ۴۳                 | ۴۳                 | ۳۷                 | ۳۴                 | ۲۵                 | ۲۰                 | ۴۳                 |
| میانگین گرم‌ترین‌ها C° | ۳                  | ۷                  | ۱۳                 | ۱۹                 | ۲۵                 | ۳۲                 | ۳۶                 | ۳۶                 | ۳۱                 | ۲۴                 | ۱۶                 | ۸                  | ۲۱                 |
| میانگین سردترین‌ها C° | -۴                 | -۲                 | ۳                  | ۸                  | ۱۲                 | ۱۷                 | ۲۲                 | ۲۰                 | ۱۷                 | ۱۲                 | ۵                  | ۱                  | ۱۰                 |
| سردترین C°           | -۲۱                | -۲۷                | -۱۴                | -۴                 | ۲                  | ۷                  | ۱۱                 | ۲                  | ۰                  | -۲                 | -۹                 | -۹                 | -۲۷                |
| منبع: وبگاه ودربیس   |                    |                    |                    |                    |                    |                    |                    |                    |                    |                    |                    |                    |                    |

### ناهمواری‌ها

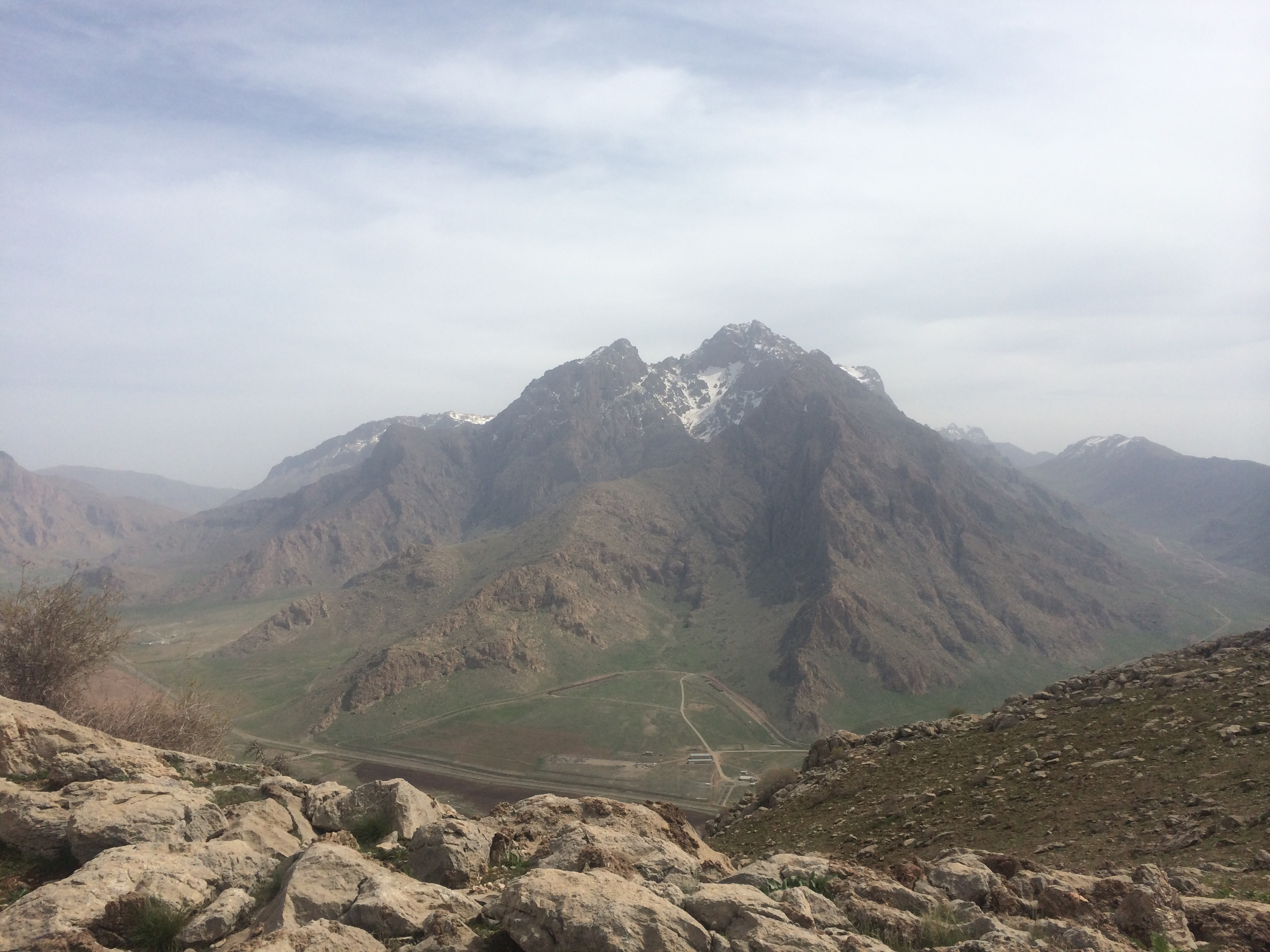
کوه پراو؛ بلندترین قلهٔ شهر کرمانشاه با ۳۳۵۷ متر از سطح دریا (کوهی که پوشیده از برف است)

کوه‌های عمدهٔ شهرستان عبارتند از بیستون، کوه فرخشاد در شمال، پرآو در شمال شرقی، کوه میوله در شمال غربی و سفیدکوه که در جنوب شرقی شهر کرمانشاه واقع شده‌اند و غار پرآو که شهرت جهانی دارد یکی از بزرگ‌ترین غارهای دنیاست و در کوه پرآو واقع شده‌است.

ارتفاعات شمال کرمانشاه (از چپ به راست: فرخشاد، کوهستان پراو و میوله)

| نام      | موقعیت             | ارتفاع            | رشته کوه       |
| -------- | ------------------ | ----------------- | -------------- |
| پراو     | شمال شرقی کرمانشاه | ۳۳۵۷ متر          | رشته کوه زاگرس |
| کوه سفید | جنوب کرمانشاه      | ۲۸۰۵ متر          | رشته کوه زاگرس |
| فرخشاد   | شمال کرمانشاه      | ۲۹۳۰ متر          | رشته کوه زاگرس |
| میوله    | شمال کرمانشاه      | ۲۱۰۰ متر (تقریبی) | رشته کوه زاگرس |

### آب‌ها

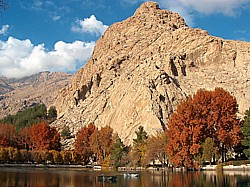
دریاچه طاق بستان

مهم‌ترین آب‌های کرمانشاه رودخانه قره‌سو، رودخانهٔ آبشوران، رودخانهٔ چم‌بشیر، دریاچهٔ طاق بستان، سراب خضر الیاس و سراب نیلوفر می‌باشند.

## ادارهٔ شهر

### شهرداری کرمانشاه
بلدیهٔ کرمانشاه در زمان قاجار در میان سال‌های ۱۲۷۹ تا ۱۲۹۰ در محل دیوانخانه تشکیل می‌شود که وظیفهٔ آن رفت و روب کردن خیابان‌های پر رفت‌وآمد و روشن کردن چراغ‌های پیه‌سوز خیابان‌ها بوده‌است که این وظایف تا زمان اولین شهردار، اسدالله خان فزونی به همین شکل اداره می‌شود که وی در زمان شهرداری‌اش به ایجاد خیابان شاه‌بختی از اجلالیه تا سه‌راه پهلوی (شریعتی)، سنگفرش خیابان‌های شهر و نصب فانوس‌های نفتی در معابر شهر اقدام می‌کند. کرمانشاه از زمان ساخت بلدیه در سال ۱۲۹۹ تاکنون ۷۴ شهردار داشته‌است.
ساختمان شهرداری کرمانشاه در سال ۱۸۹۷ م توسط سفارت انگلیس جهت کنسولگری تأسیس شده‌است، که در سال ۱۳۳۷ توسط شهردار وقت سلطان محمد دولتشاهی، برای ساختمان شهرداری که قبلاً در میدان شهرداری سابق قرار داشته‌است، خریداری می‌شود. هم‌اکنون شهر کرمانشاه از نظر تقسیم‌بندی منطقه‌ای شهرداری به ۸ منطقهٔ شهرداری تقسیم شده‌است.

### شورای اسلامی شهر کرمانشاه
شورای اسلامی شهر کرمانشاه مرکب از ۱۱ نفر در قالب ۱۵ کمیسیون املاک، برنامه‌ریزی، اقتصادی، حقوقی، فرهنگی و اجتماعی، عمران، خدمات شهری، شهرسازی، ورزش، ایثارگران، محیط زیست، بهداشت، آموزش، تحقیق و تفحص امنیت و مشارکت مردمی رفاهی تصمیم‌گیری در حوزهٔ امور مربوط به شهرداری کرمانشاه را بر عهده دارد. اعضای این شورا با رأی مردم شهر کرمانشاه برای چهار سال انتخاب می‌شوند. شورای اسلامی شهر کرمانشاه در سال ۱۳۷۷ همزمان با اجرای قانون شوراهای اسلامی شهر و روستا در سراسر ایران تأسیس شده‌است. هم‌اکنون ششمین دورهٔ شورای شهر کرمانشاه  درحال فعالیت می‌باشد.

## چشم‌انداز شهری
وسعت عرصهٔ شهری کرمانشاه، برابر با ۹۵٫۹۷ کیلومتر مربع (نزدیک به ۱۰ هزار هکتار) است. ۸۰ درصد وسعت این شهر را زمین‌های وقفی تشکیل می‌دهند. شهر کرمانشاه به ۸ منطقهٔ شهرداری تقسیم شده‌است. از بیش از ۱۰ هزار هکتار محدودهٔ قانونی شهر کرمانشاه ۱۲۲۷ هکتار آن را بافت فرسودهٔ شهری تشکیل می‌دهد که ۲۰ درصد جمعیت شهر در آن زندگی می‌کنند. همچنین ۳۴۰ هکتار از بافت فرسودهٔ شهر کرمانشاه بافت تاریخی است.

### تغییرات شهری

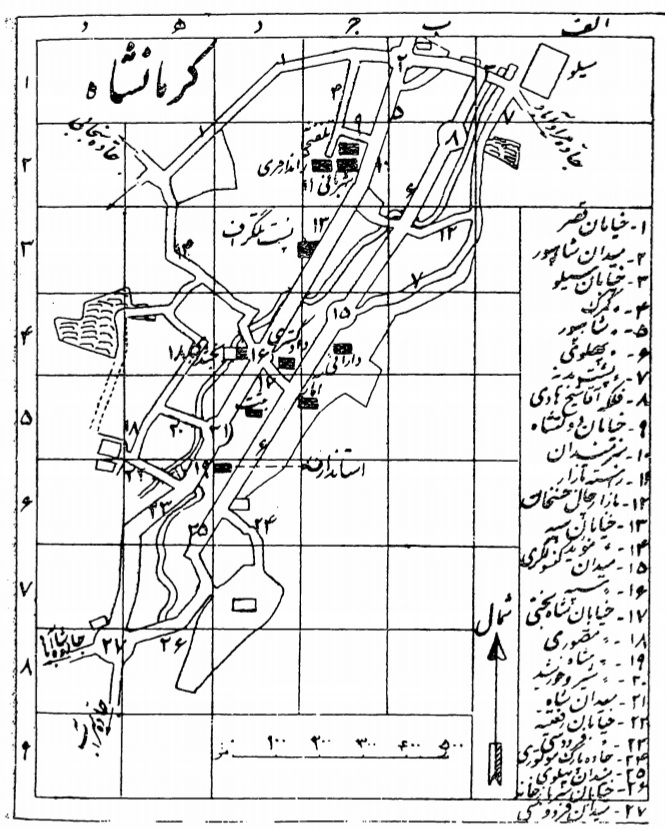
نقشه کرمانشاه در کتاب فرهنگ جغرافیایی ایران در سال ۱۳۳۰

نخستین طرح جامع شهر کرمانشاه در سال ۱۳۵۱ پیشنهاد شد. مرحلهٔ دوم طرح جامع کرمانشاه در جلسهٔ مورخهٔ ۵ اردیبهشت ۱۳۶۰ از تصویب شورای عالی شهرسازی و معماری ایران گذشت.
شورای عالی شهرسازی و معماری ایران، در جلسهٔ مورخهٔ ۶ دی ۱۳۷۸، به بررسی مغایرت‌های اساسی طرح تفصیلی شهر کرمانشاه نسبت به طرح جامع مصوب پرداخته و تصویب نمود تا مساحت ۴۷ هکتار جنب شهرک ظفر در شمال شهر، ۲۱ هکتار در محدودهٔ جنوب شهرک گل‌ها (شامل ۶ هکتار کمربند سبز دور شهر) و ۶۰ هکتار در غرب شهرک الهیه (شامل ۲۱/۵ هکتار کمربند سبز دور شهر) به مساحت شهر افزوده شده و در بخش جنوب غربی شهر، در ناحیهٔ میدان آزادگان، ۵۰ هکتار زمین از آموزش عالی به کاربری مسکونی و خدمات تغییر کاربری بیابد، با این شرط که ۱۰ هکتار از آن به خدمات عمومی (شامل تالار شهر، مرکز تیزهوشان و …) اختصاص بیابد.
طرح جامع شهر کرمانشاه برای افق ۱۳۹۱، (پیش‌بینی شده برای جمعیت ۱۱۴۷۳۰۰ نفر و مساحت ۹۵۶۸/۱ هکتار) در جلسهٔ مورخهٔ ۳ شهریور ۱۳۸۰ شورای شهرسازی استان کرمانشاه بررسی و در جلسهٔ مورخهٔ ۲۱ بهمن ۱۳۸۱ مورد تصویب قرار گرفت. بر اساس تغییرات به عمل آمده در این طرح و بر اساس تصمیم کمیتهٔ فنی شورای عالی، حفظ کاربری‌های نظامی داخل شهر بلامانع دانسته شده و به فراهم شدن شرایط مناسب موکول شد. همچنین در این طرح پیشنهاد شد تا کرمانشاه به چند «پاره شهر» تقسیم شده و مشاور تهیه‌کنندهٔ طرح، راهکاری برای نظام مدیریت جدید برای هر یک از پاره شهرها و نیز برای کل شهر کرمانشاه ارائه نماید.
در جلسهٔ مؤرخهٔ ۱۶ آذر ۱۳۸۷، مسئلهٔ اصلاح حریم شهر کرمانشاه در شورای عالی برنامه‌ریزی و توسعهٔ استان کرمانشاه بررسی و نقشهٔ طرح به تصویب رسید. این نقشه‌ها در جلسهٔ مورخهٔ ۱۱ خرداد ۱۳۸۸ شورای عالی شهرسازی و معماری ایران بررسی و تصویب نهایی شد. در جلسهٔ مورخهٔ ۳ اسفند ۱۳۸۸، شورای عالی شهرسازی و معماری ایران مغایرت طرح تفصیلی با طرح جامع شهر کرمانشاه را بررسی کرده و الحاق ۱۳/۵ هکتار به محدودهٔ شهر جهت اختصاص به مسکن مهر را تصویب کرد.
در جلسۀ مؤرخۀ ۱۸ تیر ۱۴۰۳ نیز شورای عالی شهرسازی و معماری ایران با الحاق ۳۷۵ هکتار شامل ۱۷۱ هکتار در منطقۀ پشته‌کش و ۲۰۴ هکتار در منطقۀ چشمه روزان به محدودۀ شهر کرمانشاه موافقت کرد.

سراسر نمای پل ولایت در شب

### معابر سطح شهر
| ردیف | عناوین               | متراژ تعداد   |
| ---- | -------------------- | ------------- |
| ۱    | سرانه فضای سبز       | ۸٫۸۱          |
| ۲    | تراکم (براساس جمعیت) | ۸۳٫۵ در هکتار |
| ۳    | تعداد میدان‌ها        | ۳۴            |
| ۴    | تعداد پارک‌ها         | ۱۶۵           |
| ۵    | تعداد خیابان‌ها       | ۶۵۵           |
| ۶    | تعداد شهرک‌ها         | ۶۷            |
| ۷    | تعداد کوچه ها        | ۵۲۱۰          |
| ۸    | تعداد بلوارها        | ۱۰۳           |
| ۹    | تعداد بن‌بست‌ها        | ۲۴۷۱          |

### اماکن سطح شهر
| ردیف | مکان       | مهم‌ترین‌ها                                                                                             | شمار | تأسیس          |
| ---- | ---------- | --- | ---- | -------------- |
| ۱    | پارک‌ها     | پارک کوهستان پارک لاله پارک شرقی طاق بستان پارک غربی طاق بستان پارک شاهد پارک شیرین                   | ۱۶۵  | ۱۳۴۸ -         |
| ۲    | گورستان‌ها  | گورستان باغ فردوس گورستان مینا آباد گورستان بهشت زهرا قبرستان مسیحیان قبرستان یهودیان                 | ۴    | ۱۳۵۱ - ۱۳۹۳ -  |
| ۳    | شهربازی‌ها  | شهربازی کرمانشاه شهربازی طاق بستان                                                                    | ۲    | -              |
| ۴    | موزه‌ها     | موزه پارینه‌سنگی زاگرس موزه سنگ طاق بستان موزه مردم‌شناسی کرمانشاه موزه پوشاک و زیورآلات استان کرمانشاه | ۱۲   | ۱۳۸۶ - ۱۳۶۹ -  |
| ۵    | کتابخانه‌ها | امیرکبیر شهید آوینی شهید بهشتی                                                                        | ۸    | ۱۳۷۱ ۱۳۵۰ ۱۳۷۶ |

#### پارک‌ها
سران فضای سبز در کرمانشاه ۸٫۲۳ متر مربع به ازای هر نفر است و تعداد ۲۳۸ بوستان در شهر کرمانشاه وجود دارد که بیشترشان پارک‌هایی کوچک و محله‌ای هستند. پارک‌های مهم شهر که عمدتاً در کنار محوطهٔ تاریخی طاق بستان قرار دارند عبارتند از پارک شرقی، پارک غربی، پارک کوهستان که در شمال شرقی شهر کرمانشاه قرار دارند. پارک‌های دیگری نیز که در سایر نقاط شهر قرار دارند که بزرگ‌ترین آن‌ها عبارتند از پارک شاهد، پارک شیرین، پارک معلم و پارک لاله. پارک شاهد محل برگزاری نمایشگاه‌های بزرگ شهر کرمانشاه نیز هست که در بلوار شهید بهشتی قرار دارد.

سراسرنمای پارک کوهستان

#### گردشگاه‌ها
پارک جنگلی طاق بستان که در شمال شرقی شهر کرمانشاه قرار دارد شامل کوهستان‌ها، چشمه‌ها، فضای سبز، دریاچه‌های مصنوعی، مجموعه نقش برجسته‌های ساسانی و شکارگاه خسرو پرویز می‌شود که  به‌دلیل آب و هوای معتدل مورد توجه پادشاهان ساسانی قرار گرفته‌است و از آن به عنوان شکارگاه سلطنتی استفاده کرده‌اند که امروزه  به‌دلیل امکانات تفریحی و آثار تاریخی یکی از پر جاذبه‌ترین مناطق کرمانشاه مورد استفاده قرار می‌گیرد.
همچنین غار پرآو بزرگ‌ترین غار عمودی دنیا و دومین اثر طبیعی ملی کرمانشاه، از مکان‌های مهم برای غارنوردی است که هر ساله غارنوردان داخلی و خارجی زیادی را راهی کوه پراو می‌کند. یکی از ویژگی‌های منحصربه‌فرد غار پراو وجود دهانه آن در ارتفاع سه‌هزار متری از سطح دریا است که این بالاترین سطح در بین تمام غارهای دنیا می‌باشد و به این دلیل لقب اورست غارهای جهان را دارا می‌باشد.

### معماری و آثار تاریخی

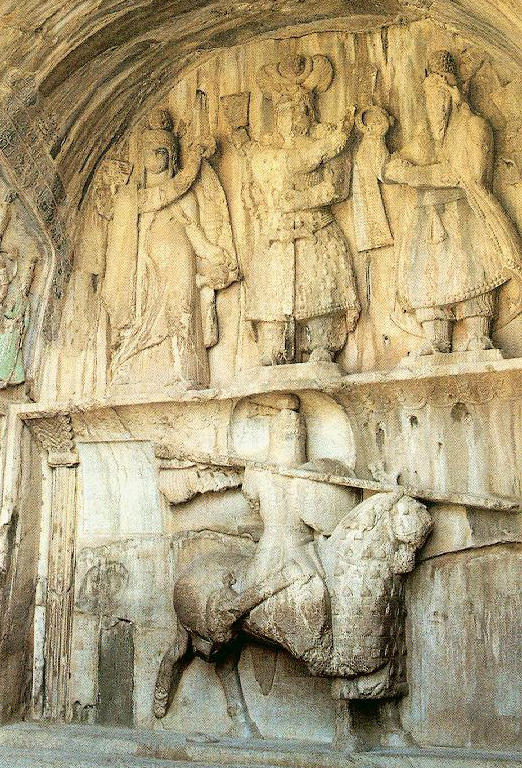
طاق بزرگ در طاق بستان

کرمانشاه پیش از اسلام یکی از شهرهای مهم ایران به‌شمار می‌رفت و پس از اسلام بارها توسط اعراب مورد حمله قرار گرفت؛ مسعر ابن مهلهل که در سده چهارم از کاخ‌های باستانی شاهان ایران در کرمانشاه دیدن کرد و شرح ویران کردن آن توسط اعراب را نوشته‌است. گرچه این مسئله با توجه فاصله زمانی مسعر ابن مهلهل از صدر اسلام مورد تردید است؛ مخصوصاً با توجه به اینکه کرمانشاه - که اعراب آن را قرمسین می‌خواندند- در زمان بنی عباس شهری آباد و معمور بوده‌است.
جاذبه‌های تاریخی پیش از اسلام شهر کرمانشاه بیشتر آثار باقی‌مانده از دوران ساسانیان است که سرآمد آن‌ها طاق بستان است که به گونه‌ای نماد شهر کرمانشاه هم به حساب می‌آید و در پایین‌تر از محوطهٔ تاریخی طاق بستان و شهر تاریخی کامبادنه منطقه‌ای به نام شکارگاه خسروپرویز وجود دارد که در زمان خسروپرویز برای شکار تفریحی کاربرد داشته‌است که در نقش برجسته‌های طاق بستان این شکارها به تصویر کشیده شده‌اند. سنگ‌نبشته بیستون نیز از آثار ثبت شدهٔ ایران در میراث جهانی یونسکو، در دامنه کوه بیستون قرار دارد.

#### طاق بستان
طاق بستان مجموعه‌ای از سنگ‌نگاره‌ها و سنگ‌نبشته‌های دورهٔ ساسانی است که در شمال غربی کرمانشاه واقع شده‌است. این مجموعه در سده سوم میلادی ساخته شده‌است و ارزش هنری و تاریخی زیادی دارد. چند صحنه تاریخی  ازجمله تاج‌گذاری خسرو پرویز، تاج‌گذاری اردشیر دوم، تاج‌گذاری شاهپور دوم و سوم و همچنین چند سنگ‌نوشته (کتیبه) به خط پهلوی کتیبه‌ای در آن کنده‌کاری شده‌است.

#### سنگ‌نبشته بیستون

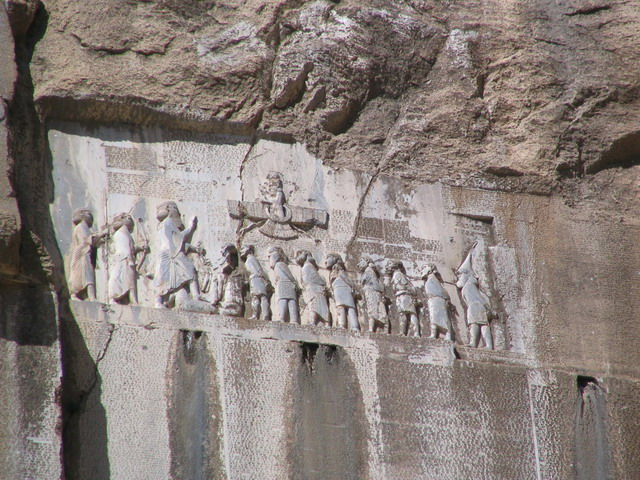
سنگ‌نبشته بیستون

سنگ‌نبشته بیستون یا کتیبه بیستون، از آثار دوره هخامنشیان واقع در سی کیلومتری شهر کرمانشاه در دامنه کوه بیستون است. سنگ‌نبشته بیستون یکی از مهم‌ترین و مشهورترین سندهای تاریخ جهان و مهم‌ترین متن تاریخی در زمان هخامنشیان است که شرح پیروزی داریوش بزرگ را بر گوماته مغ و به بند کشیدن یاغیان را نشان می‌دهد. این اثر از سال ۲۰۰۶ یکی از آثار ثبت شدهٔ ایران در میراث جهانی یونسکو است.

#### معماری دورهٔ قاجار

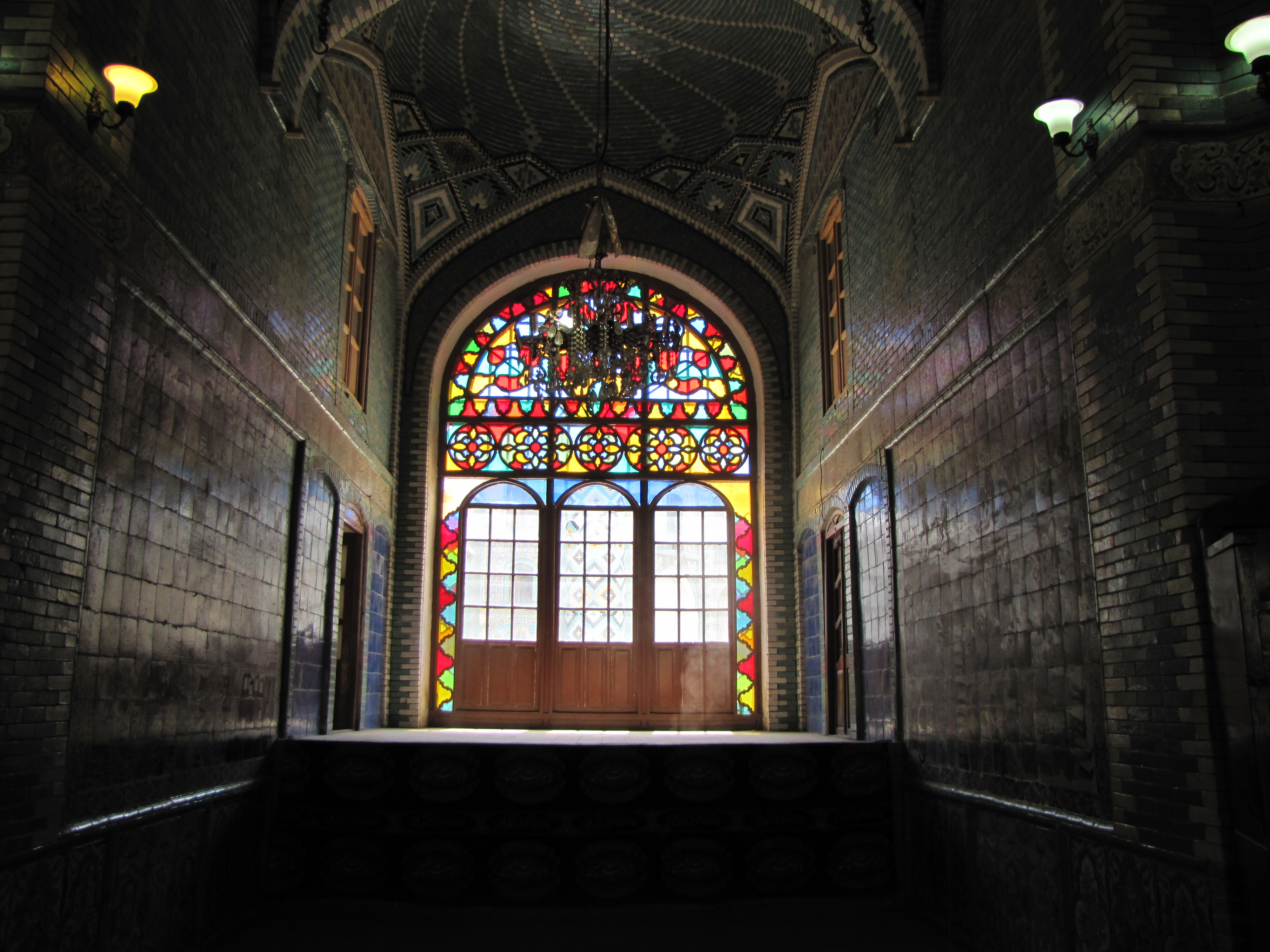
تکیه معاون‌الملک بزرگ‌ترین تکیه در شهر کرمانشاه

قدیمی‌ترین بناها در بافت تاریخی شهر کرمانشاه به دورۀ زندیه و دوران حکومت خاندان زنگنه بر این شهر بازمی‌گردد. با این وجود بیشتر بناهای بافت تاریخی کرمانشاه از دورهٔ قاجار به جای مانده‌اند. تکایای شهر کرمانشاه و بیشتر مساجد تاریخی این شهر مربوط به دوران قاجار و پهلوی اول می‌باشند و معماری قدیمی شهر نیز از سبک آن دوره پیروی می‌کند. در آن دوران شهر کرمانشاه  به‌دلیل موقعیت خود مورد توجه قرار می‌گیرد. این بناها که در نزدیکی بازار کرمانشاه و محلهٔ فیض آباد؛ محلهٔ قدیمی شهر قرار دارند شامل مسجدهای قدیمی، تکایا و خانه‌های قدیمی هستند. بازار کرمانشاه که در خیابان‌کشی‌های دوران پهلوی به چهار قسمت تقسیم شده‌است بیشتر این بناها را در خود و مناطق اطراف خود جای داده‌است. تکیه معاون‌الملک، مسجد عمادالدوله، مسجد جامع کرمانشاه، مسجد جامع شافعی، تکیه بیگلربیگی، مسجد حاج شهباز خان، مسجد شاهزاده، مسجد دولتشاه، خانه خواجه باروخ و غیره از آثار معماری شاخص در بافت تاریخی کرمانشاه هستند.
تکیه معاون‌الملک معروفترین‌ترین اثر از دوره قاجاریه در شهر کرمانشاه‌است که که کاشی‌های منحصربه‌فردش آن را از دیگر تکایا متمایز می‌کند. این بنا در بافت تاریخی شهر در محلهٔ آبشوران بنا شده‌است که به دستور حسین خان معین الرعایا در سال ۱۳۱۵ هجری قمری ساخته شده‌است. تکیه بیگلر بیگی نیز یکی از تکایای زیبای کرمانشاه است که در دوره قاجاریه توسط عبدالله خان ملقب به بیگلربیگی ساخته شده‌است و از لحاظ آئینه کاری بی‌نظیر است.

## مردم

### زبان
زبان مردم شهر کرمانشاه، کُردی است و در شهر کرمانشاه گویش‌های مختلف زبان کُردی تکلم می‌شود. علاوه بر کُردی کرمانشاهی که خاص این شهر است، گویشوران دیگر شاخه‌های کُردی جنوبی (کلهری، سنجابی، زنگنه‌ای، کُلیایی و … )، کُردی سورانی (جافی و اردلانی)، گورانی-هورامی و لکی نیز در شهر کرمانشاه زندگی می‌کنند.
همچنین لهجهٔ فارسی کرمانشاهی نیز در این شهر به کار می‌رود. که تنها خاص شهر کرمانشاه است و از حدود نیمهٔ دوران قاجار در پی ورود مهاجرانی که برای کار در دستگاه دولتی، تبلیغ مذهب و تجارت در بازار به کرمانشاه آمده‌اند ایجاد شده‌است.

### مذهب
بر مبنای پژوهشی که توسط امیر رستگار خالد استاد دانشگاه شاهد تهران و میثم محمدی انجام شده و نتایج آن در شمارهٔ ۵۸ (تابستان ۱۳۹۴) مجلهٔ علمی-پژوهشی جامعه‌شناسی کاربردی چاپ اصفهان منتشر شده‌است، مردم شهر کرمانشاه پس از شهرهای رشت، تهران و اهواز کمترین گرایش را به دین دارند. همچنین بر مبنای این آمار، شهر کرمانشاه در باور به سکولاریسم پس از شهرهای شیراز، اهواز، تهران، رشت، سنندج، همدان، ارومیه سکولارترین شهر ایران به‌شمار می‌رود.
آمار دقیقی از میزان گرایش مردم کرمانشاه به دین و نیز درصد پیروان دین‌های گوناگون در این شهر وجود ندارد. اما به‌طور کلی بیشتر مردم شهر پیرو یکی از سه مذهب تشیع، تسنن و اهل حق (یارسان) هستند. همچنین گروه‌های کوچکتری از اقلیت‌های دینی وجود دارند که در مجموع ۰/۱۷ درصد از کل جمعیت را تشکیل می‌دهند که مهم‌ترین آن‌ها زرتشتیان با ۰/۱۲ درصد، مسیحیان ۰/۰۲ درصد و کلیمیان ۰/۰۳ درصد از کل جمعیت هستند.

#### یارسان
بخش زیادی از کردهای کرمانشاه تا اواخر سدهٔ نوزدهم میلادی پیروی دین یارسان بودند. هنری بایندر سیاح فرانسوی که در اواخر سده نوزدهم از استان کرمانشاه دیدن کرده‌است، در سفرنامهٔ خود با عنوان «در کردستان، در بین‌النهرین و پرشیا» که در سال ۱۸۸۷ به چاپ رسیده‌است دین غالب مردم را یارسان می‌داند. او در بازدید از شهر قصر شیرین می‌نویسد:
.... بیشتر کُردان ایران از فرقهٔ علی‌اللهی هستند. اگر آن‌ها را در انجام کارهایشان آزاد گذارند، آن‌ها هم در کار دیگران مداخله نمی‌کنند. حس احترام به عقیدهٔ مذهبی دیگران در نزد ایشان بسیار زیاد است.
او همچنین در بازدید از «شهر کرمانشاه» می‌نویسد:
.... کُردان ایالت کرمانشاه مردمی آرام و خوش‌برخوردند. آن‌ها به فرقهٔ علی‌اللهی تعلق دارند که باگذشت‌ترین فرقه‌های مذهبی هستند. در بعضی از دهکده‌ها پیروان این فرقه با مسیحیان که گذشت آن‌ها کمتر است آمیزش دارند.

#### یهودیان

انجمن کلیمیان کرمانشاه (هبرا) در سال ۱۳۴۰

محلهٔ قدیمی یهودیان کرمانشاه، در محلهٔ فیض‌آباد و در نزدیکی یکی از پنج دروازهٔ ورودی به شهر قرار داشته که در میان کرمانشاهیان به دروازهٔ یهودی‌ها معروف بوده‌است. شمار یهودیان کرمانشاه در دوران مشروطیت در حدود ۳۰۰۰ نفر برآورد شده که تا زمان احداث مدرسهٔ آلیانس کرمانشاه یعنی ۱۹۰۴ م چندان سر و سامانی نداشتند. یهودیان کرمانشاه در دوران پهلوی و با بهبود نسبی وضع اجتماعی از محله‌های قدیمی خود مهاجرت و در نقاط مختلف شهر پراکنده می‌شوند. این شهر، تا پیش از انقلاب اسلامی یکی از انجمنهای پرجمعیت یهودیان ایران بود. همچنین انجمن کلیمیان، جمعیت یهودیان این شهر را پس از انقلاب اسلامی ایران در حدود ۱۵۰۰ نفر و در سال ۱۳۸۹ در حدود ۲۵۰ نفر برآورد کرده‌است و یهودیان از ۴ کنیسایی که در سال‌های پیشین فعال بودند تنها در کنیسای اتحاد کرمانشاه، مراسم دینی خود را برگزار می‌کنند.

### جمعیت‌شناسی

تغییرات جمعیت کرمانشاه در میان سال‌های ۱۳۳۵ تا ۱۳۸۵

کرمانشاه نهمین شهر پرجمعیت ایران است که براساس آمار درگاه ملی آمار ایران در سال ۱۳۸۵ تعداد ۳۴۶٬۸۶۴ زن و ۳۵۷٬۸۴۵ مرد شهرنشین و مجموع ۷۰۴۷۰۹ نفر شهرنشین در کرمانشاه زندگی می‌کرده‌اند؛ و با اضافه کردن روستاییان، کرمانشاه دارای جمعیت ۷۸۴٬۶۰۲ نفر بوده‌است. همچنین جمعیت شهر در سال ۱۳۸۸ براساس آماری که گزتیر انتشار داده ۸۱۵٬۰۱۴ نفر برآورد شده‌است.
سر جان مک‌دانلد کینر در ۱۸۰۱ تعداد خانه‌های شهر کرمانشاه را حدود ۱۲۰۰۰ باب و جمعیت آن را بیش از ۶۰۰۰۰ نفر ذکر کرده‌است. با این حال سیلوستر دوساسی، خاورشناس فرانسوی که در سال ۱۸۰۷ م از کرمانشاه دیدن کرده در کتابی شمار مردمان این شهر را در حدود ۱۶ تا ۱۸ هزارنفر برآورد کرده‌است. کنراد مالتبرن نیز در کتابی که در سال ۱۸۲۴ م به چاپ رسانده شمار خانه‌های شهر را ۳۰۰۰ خانه عنوان کرده‌است. همچنین چنان‌که ویلم فلور نوشته، جمعیت شهر کرمانشاه در آغاز سده بیستم بیش از ۶۰۰۰۰ نفر بوده‌است.
جمعیت شهر کرمانشاه در سرشماری‌ها از سال ۱۳۳۵ به بعد به صورت زیر بوده‌است.
| سال سرشماری | جمعیت   | رتبه در کشور |
| ----------- | ------- | ------------ |
| ۱۳۳۵        | ۱۲۵٬۴۲۹ | ۶            |
| ۱۳۴۵        | ۱۸۷٬۹۳۰ | ۷            |
| ۱۳۵۵        | ۲۹۰٬۶۰۰ | ۷            |
| ۱۳۶۵        | ۵۶۵٬۵۴۳ | ۷            |
| ۱۳۷۰        | ۶۲۴٬۰۸۴ | ۸            |
| ۱۳۷۵        | ۶۹۲٬۹۸۶ | ۸            |
| ۱۳۸۵        | ۷۸۴٬۶۰۲ | ۹            |
| ۱۳۹۰        | ۸۵۱٬۴۰۵ | ۹            |
| ۱۳۹۵        | ۹۴۶٬۶۵۱ | ۹            |

| مردان  | سن          | زنان   |
| ------ | ----------- | ------ |
| ۲۱٬۲۲۴ | بیش‌تر از ۶۵ | ۱۸٬۶۷۸ |
| ۷٬۵۲۳  | ۶۰–۶۴       | ۷٬۹۹۷  |
| ۱۱٬۸۶۱ | ۵۵–۵۹       | ۱۲٬۱۰۶ |
| ۱۸٬۰۴۵ | ۵۰–۵۴       | ۱۶٬۷۷۲ |
| ۲۲٬۹۵۹ | ۴۵–۴۹       | ۲۱٬۹۰۵ |
| ۲۶٬۳۲۰ | ۴۰–۴۴       | ۲۵٬۹۰۷ |
| ۳۰٬۲۴۸ | ۳۵–۳۹       | ۳۰٬۱۵۶ |
| ۳۰٬۹۲۲ | ۳۰–۳۴       | ۳۰٬۷۸۵ |
| ۳۹٬۵۹۹ | ۲۵–۲۹       | ۳۹٬۳۵۰ |
| ۵۲٬۴۶۷ | ۲۰–۲۴       | ۵۳٬۱۲۶ |
| ۵۱٬۴۱۹ | ۱۵–۱۹       | ۴۹٬۴۷۳ |
| ۳۸٬۴۳۴ | ۱۰–۱۴       | ۳۶٬۴۴۱ |
| ۲۷٬۹۰۵ | ۵–۹         | ۲۵٬۹۶۰ |
| ۲۷٬۲۰۱ | ۰–۴         | ۲۵٬۳۰۷ |

## فرهنگ
در کرمانشاه همواره بزرگان زیادی در ادبیات، هنر، تاریخ و سیاست برخاسته‌اند بزرگانی همچون، میرزا محمدرضا کلهر از نستعلیق‌نویسان مهم تاریخ ایران، علی‌اشرف درویشیان از نویسندگان سرشناس ایران، شامی کرمانشاهی شاعر کرد زبان، ابوالقاسم لاهوتی شاعر و فعال سیاسی انقلابی، کیهان کلهر نوازندهٔ بلندآوازهٔ کمانچه، شهرام ناظری خوانندهٔ معروف و شناخته شده، رشید یاسمی نویسنده، مورخ، مترجم و شاعر معاصر ایرانی، پوران درخشنده کارگردان سرشناس، علی‌محمد افغانی نویسنده نخستین رمان واقعی به زبان فارسی، مجتبی شمسی‌پور شیمیدان، ابوحنیفه احمدابن داود دینوری گیاه‌شناس، ستاره‌شناس، ریاضیدان و مورخ سده نهم میلادی، یارمحمدخان کرمانشاهی از مبارزان انقلابی جنبش مشروطه و … را می‌توان نام برد.

### موسیقی

میدان شهرداری سابق در سال ۱۳۱۰ (ضلع غربی) یک گروه موسیقی درحال اجرای برنامه هستند.

کرمانشاه یکی از مراکز موسیقی کردی و ایرانی است. چهره‌های نامداری از این شهر و شهرهای نزدیک به آن در موسیقی ظهور کرده‌اند که نقش پررنگی در هنر موسیقی داشته‌اند. علی اکبر مرادی نوازندهٔ برجستهٔ تنبور از شهر کرمانشاه به عنوان مرکز موسیقی کردی یاد می‌کند و ریشهٔ بسیاری از گوشه‌های موسیقی ایرانی را در موسیقی کرمانشاه می‌داند. حسین علیزاده دیگر استاد موسیقی ایرانی نیز از کرمانشاه با نام «پدر موسیقی ایرانی» یاد می‌کند.
بهمن کاظمی پژوهشگر موسیقی، موسیقی رایج در شهر کرمانشاه را به سه دستهٔ موسیقی باستانی، موسیقی روستایی و موسیقی شهری تقسیم‌بندی می‌کند. از سازهای رایج در موسیقی کُردی در کرمانشاه می‌توان به تنبور، دف، شمشال و کمانچه اشاره کرد.
پیش از انقلاب ۵۷، کرمانشاه مرکز رادیو کردی بود و این رادیو مخاطبان بسیاری در میان کردهای هر چهار کشور به دست آورده بود.

### سالن‌های سینما

در سینما آزادی در ۹ تیر ۱۳۸۸ که نشان دهندهٔ تعطیلی یک سالهٔ سینماهای این شهر است.

نخستین سینما در کرمانشاه در سال ۱۳۱۰ با نام سینماتوگراف فروهر توسط سید ابول نقاش با راهنمایی و کمک حبیب‌الله مراد در خیابان شاه‌بختی (معلم شرقی) ساخته شد که تا سال ۱۳۱۴/۱۳۱۵ نیز فعال بود. دومین سینمای کرمانشاه سینما باربد بود که در سال ۱۳۱۲ در جلوخان فعالیت خود را آغاز کرد و تا سال ۱۳۲۴ فعال بود. از زمان ورود سینما به کرمانشاه تاکنون در مجموع ۱۶ سالن سینما به‌صورت غیرهمزمان در این شهر به فعالیت پرداخته‌اند. به جز دو سینمای فروهر و باربد، بقیۀ سینماها عبارتند از سینما هما (سینما ایران)، سینما دیانا (سینما مهتاب)، سینما مولن روژ و رکس، (که تابستانی بوده‌اند) سینما متروپل، سینما کریستال، سینما شرکت نفت، سینما آتلانتیک (پیروزی)، سینما شهر فرنگ (آزادی)، سینما شهر تماشا (استقلال)، سینما صحرا (بهمن)، سینما فرهنگ، سینما بیستون و سینما پاز. در ابتدای سال ۱۳۵۶ و در آستانۀ پیروزی انقلاب ۹ سالن سینما در شهر کرمانشاه فعال بود. پس از انقلاب و جنگ ایران و عراق رفته‌رفته‌ این سالن‌ها متروکه شدند یا تغییر کاربری دادند.
پس از انقلاب ۵۷ و جنگ فقط سینماهای آزادی، پیروزی، و استقلال به فعالیت خود ادامه دادند و سینماهای فرهنگ و بهمن نیز ساخته شد. در دی ماه ۱۳۸۷ همهٔ سینماها به جز سینما فرهنگ به گفتهٔ نهادهای دولتی  به‌دلیل بازسازی و بهبود کیفیت سینماهای شهر کرمانشاه تعطیل شدند. این در حالی بود که تعداد صندلی‌های سینما فرهنگ نیز به ۲۰۰ صندلی کاهش یافت و پس از نه ماه هم‌زمان با عید فطر ۱۳۸۸ سینما آزادی به دستور استاندار کرمانشاه بدون بازسازی سینما بازگشایی شد و عنوان شد که  به‌دلیل فقدان اعتبارات سینماهای این شهر هنوز بازسازی نشده‌اند. علاوه بر این سالن کوچک سینما بیستون در تاریخ ۱۰ خرداد ۱۳۹۷ با ظرفیت ۱۶۰ نفر در مکان هتل پارسیان راه‌اندازی شد. سینما پاز نیز در آذر ۱۴۰۰ با سرمایه‌گذاری بخش خصوصی با ظرفیت ۴۵ نفر در طبقۀ نهم برج پویا واقع در چهارراه گلستان شهر کرمانشاه آغاز به کار کرد.
  درحال حاضر تنها چهار سینمای فرهنگ، آزادی، بیستون و پاز در شهر کرمانشاه به کار خود ادامه می‌دهند.

### تئاتر
در گذشته انواع نمایش‌های سنتی همچون تعزیه، روحوضی و… با اهداف دینی یا سرگرمی در کرمانشاه اجرا می‌شده است. با این وجود نمایش به‌شکل مدرن آن در کرمانشاه سابقه‌ای بیش از یک سده دارد. نخستین تئاتر در کرمانشاه در زمان حکومت علی‌خان ظهیرالدوله (صفاعلیشاه) که در ۱۲۸۸ خورشیدی حاکم کرمانشاه بوده است به‌روی صحنه رفت و عواید آن به مدرسهٔ علمیهٔ اسلامیه اختصاص پیدا کرد. نخستین گروه تئاتر در کرمانشاه «هیئت تئاترال ارامنه» نام داشت که تقی رهبر سرپرستی آن را برعهده داشت و تا سال ۱۳۲۰ فعال بود. سپس گروه‌های تئاتر دیگری تشکیل شد. تا سال ۱۳۴۵ اجراهای تئاتر در کرمانشاه محدود و در دبیرستان‌ها بود. در سال ۱۳۲۳ نمایش «اتللو» در سالن دبیرستان شاهپور به‌روی صحنه رفت که نخستین اجرای یک نمایش کلاسیک و سنگین در کرمانشاه بود. سال ۱۳۴۵ کلاس‌های آموزش تئاتر با هدف تربیت هنرآموزان به‌مدت یک ماه با مربیگری بهرام بیضایی در کرمانشاه تشکیل شد. متعاقب آن «مرکز هنرهای دراماتیک کرمانشاه» تأسیس و «گروه نمایش کرمانشاه» نیز تشکیل شد و فعالیت خود را آغاز کرد که تحولی در تئاتر کرمانشاه به وجود آورد.
| نام                                      | تاریخ ساخت | ظرفیت | تعداد سالن | مکان          |
| ---------------------------------------- | ---------- | --- | ---------- | ------------- |
| مجتمع فرهنگی شهید آوینی (غدیر)           | -          | سالن غدیر ۲۷۰ پلاتوی تجربه | ۲          | میدان غدیر    |
| مجتمع فرهنگی و هنری وحدت                 | ۱۳۸۶       | ۳۵۰ | ۱          | میدان جلیلی   |
| مجتمع فرهنگی انتظار (تئاتر شهر کرمانشاه) | ۱۳۸۷       | سالن اصلی ۶۴۰ سالن سینما ۲۸۰ پلاتوی کارگاه نمایش ۱۶۰ سالن سه‌سویه ۱۵۰ سالن ۲۳۸ پلاتوی طاق‌بستان پلاتوی بیستون پلاتوی کرمانشاه سالن روباز ۳۰۰ | ۴          | میدان آزادگان |
| مجتمع فرهنگی هنری دانش                   | ۱۴۰۳       | ۵۰۰ ۱۰۰ | ۲          | شهرک دانش     |

### فرهنگسراها
نخستین فرهنگسرای شهر کرمانشاه، فرهنگسرای کوثر بود که در سال ۱۳۹۳ در کوی بیست و دو بهمن افتتاح شد. هم‌اکنون چهار فرهنگسرا در شهر کرمانشاه زیر نظر شهرداری این شهر فعالیت می‌کند:
| نام                                | منطقهٔ شهرداری            | نشانی                             | تاریخ ساخت   | نوع فعالیت                                                       |
| ---------------------------------- | ------------------------ | --------------------------------- | ------------ | ---------------------------------------------------------------- |
| فرهنگسرای کوثر                     | منطقه ۱ شهرداری کرمانشاه | چهارراه گذرنامه، پارک شهید درخشان | ۱۳۹۳         | سرای کودک، سایت رایانه، سرای پژوهش و سالن اجتماعات               |
| فرهنگسرای شهر                      | منطقه ۳ شهرداری کرمانشاه | چهارراه جوانشیر                   | ۱۳۹۳         | نگارخانه                                                         |
| فرهنگسرای گل نرگس                  | منطقه ۴ شهرداری کرمانشاه | خیابان کسرا                       | ۱۳۹۳         | نگارخانه، سرای محله                                              |
| فرهنگسرای استاد میرجلال‌الدین کزازی | منطقه ۵ شهرداری کرمانشاه | کارمندان                          | ۱۳۹۸         | نگارخانه، سرای محله                                              |
| فرهنگسرای خانواده                  | منطقه ۵ شهرداری کرمانشاه | پارک فدک، فرهنگیان فاز ۲          | ۸ مرداد ۱۳۹۹ | برگزاری کارگاه، نمایشگاه و مشاوره در خصور ازدواج و تشکیل خانواده |
| فرهنگسرای کودک                     | منطقه ۱ شهرداری کرمانشاه | پارک معلم، فرهنگیان فاز ۱         | ۲۸ تیر ۱۴۰۰  | فعالیت در حوزه کودکان                                            |
| فرهنگسرای تربیت                    | منطقه ۲ شهرداری کرمانشاه | زندان دیزل‌آباد، دیزل‌آباد          | ۲۸ تیر ۱۴۰۰  | فعالیت فرهنگی برای زندانیان                                      |

### چاپخانه‌ها
پس از انقلاب مشروطه وسایل تحصیل در کرمانشاه منحصر به چند مکتبخانه بود و در این میان کسانی که با کتاب و نشریه آشنا بودند به فکر تأسیس مدرسه و روزنامه‌های دستنویس و خطی افتادند، در میان سال‌های ۱۲۸۴ تا ۱۲۸۷ با تلاش میر عبدالباقی نخستین چاپخانه سنگی کرمانشاه افتتاح شد و پس از آن میرزا احمد خان معتضدالدوله وزیری چاپخانهٔ شرافت احمدی را تأسیس کرد و در تاریخ ۱۸ مرداد ۱۳۰۲ با ورود نخستین چاپخانهٔ مجهز از آلمان، شرکت سعادت تشکیل شد و پس از فوت برادران سعادت شرکت منحل شد و بعدها در سال ۱۳۲۸ علاوه بر چاپخانهٔ سعادت، روزنامهٔ آن نیز منتشر می‌شد و در این چاپخانه بود که روزنامه‌های فصاحت و کوکب غرب انتشار یافتند.

### مطبوعات
نخستین روزنامه رسمی در شهر کرمانشاه، روزنامه بیستون بود که در سال ۱۳۲۵ هجری قمری (۱۹۰۷ میلادی و ۱۲۸۶ هجری خورشیدی) به صاحب امتیازی ابوالقاسم لاهوتی در این شهر منتشر شد.

### کتابخانه‌ها
کتابخانه‌های شخصی
از کتابخانهٔ دولتشاه واقع در کاخ محمد علی میرزا دولتشاه فرزند ارشد فتحعلی شاه و حاکم وقت کرمانشاه که نسخی نایاب و نادر را در خود خود داشت به عنوان یکی از اولین کتابخانه‌های شخصی در این منطقه یاد شده‌است. نخستین کتابخانهٔ شخصی در کرمانشاه در ۱۲۹۵ با نام «کتابخانه و قرائتخانهٔ نجابت» تأسیس شد. از دیگر کتابخانه‌های شخصی که در کرمانشاه گردآوری شدند می‌توان به کتابخانهٔ آل آقا در مسجد جامع کرمانشاه، کتابخانهٔ سردار کابلی، کتابخانهٔ فیض مهدوی با حدود ۸۰۰۰ جلد، کتابخانهٔ سید محمود کزازی ( درحال حاضر در متعلق به جلال الدین کزازی است)، کتابخانهٔ مرتضی نجومی با ۷۰۰۰ جلد، کتابخانهٔ عبدالجلیل جلیلی (که در سال ۱۳۴۷ تأسیس شد و شامل ۶۰۰۰ نسخه خطی و چاپی بود که در سال ۱۳۵۹ با کتابخانهٔ محمدحسین جلیلی تبدیل به یک کتابخانه شد) اشاره کرد.
کتابخانه‌های عمومی
نخستین کتابخانهٔ عمومی کرمانشاه در سال ۱۳۳۴ توسط شهرداری کرمانشاه تأسیس شد و در همین دهه در نقاط دیگر استان هم کتابخانه‌هایی تأسیس شدند.  درحال حاضر شهر کرمانشاه دارای ۵ باب کتابخانهٔ عمومی است. نخستین کتابخانهٔ ویژهٔ کودکان در شهر کرمانشاه نیز در سال ۱۳۵۳ در تأسیس شد.
کتابخانه‌های تخصصی
با تأسیس کتابخانهٔ مدرسهٔ آیت‌الله بروجردی در سال ۱۳۳۵ نخستین کتابخانهٔ تخصصی در کرمانشاه آغاز به کار کرد که مورد استفادهٔ طلاب علوم دینی بود. سایر کتابخانه‌های تخصصی شامل کتابخانهٔ مرکز تحقیقات جهاد سازندگی، کتابخانهٔ پشتیبانی ارتش، کتابخانهٔ مرکز دولتی کرمانشاه، کتابخانهٔ سازمان برنامه و بودجه، کتابخانهٔ مرکز آموزشی توانیر، کتابخانهٔ ادارهٔ برق، کتابخانهٔ سازمان آب و فاضلاب می‌شود. بر اساس آمار در سال ۱۳۸۲ کرمانشاه دارای ۷ کتابخانهٔ تخصصی با مجموع ۶۷٬۵۱۳ کتاب بوده‌است.
کتابخانه‌های دانشگاهی
با تأسیس دانشگاه رازی در سال ۱۳۵۱ نخستین کتابخانهٔ دانشگاهی در کرمانشاه ساخته شد و پس از انقلاب ۱۳۵۷ با نام کتابخانهٔ شهید مطهری شناخته شد که شامل ۶۰٬۰۰۰ جلد کتاب و ۴۵۰ عنوان نشریه و همچنین کتب نفیس خطی، پایان‌نامه‌ها، نقشه‌ها، اسناد و مدارک است. کتابخانهٔ دیگر مربوط به کتابخانهٔ مرکزی و اسناد و مدارک دانشگاه علوم پزشکی است که در سال ۱۳۶۵ تأسیس شده و حدود ۴۵٬۰۰۰ کتاب تخصصی و مرجع، ۳۰۰ عنوان نشریهٔ جاری و پایان‌نامه‌ها و غیره را شامل می‌شود. همچنین کتابخانهٔ دانشکدهٔ ادبیات دانشگاه رازی از دیگر کتابخانه‌های دانشگاهی شهر کرمانشاه‌است که شامل ۲۶٬۰۰۰ جلد کتاب فارسی و ۴٬۰۰۰ جلد کتاب لاتین و ۲۰ عنوان نشریه و غیره‌است. کتابخانهٔ دانشگاه پیام نور هم که در سال ۱۳۷۴ تأسیس شد شامل ۱۵٬۰۰۰ جلد کتاب فارسی و لاتین است. کتابخانهٔ مرکز آموزشی فنی مهندسی که در سال ۱۳۶۴ تأسیس شد نیز ۹۱٬۴۱۵ جلد کتاب در کلیه رشته‌ها را نگهداری می‌کند. همچنین کتابخانهٔ مرکز آموزش عالی نیز شامل ۱۶٬۰۰۰ جلد کتاب است. طبق آماری در سال ۱۳۸۲ شمار کتابخانه‌های استان ۱۳ باب و مجموع ۸۷۴٬۱۹۱ جلد کتاب است.

### موزه‌ها
موزه‌های متعددی در شهر کرمانشاه وجود دارند که بیشتر موزه‌های شهر را موزه‌هایی در در زمینه فرهنگی تشکیل می‌دهد که ۱۲ موزه در این زمینه در شهر کرمانشاه وجود دارد. ساخت موزه منطقه‌ای غرب کشور از سال ۱۳۵۴ آغاز شده و پس از نیم سده هنوز به بهره‌برداری نرسیده است.
فهرست موزه‌های کرمانشاه:
| نوع         | نام | تأسیس                    |
| ----------- | --- | ------------------------ |
| باستان‌شناسی | موزه پارینه‌سنگی زاگرس موزه سنگ تاق بستان | ۱۳۸۶ -                   |
| تاریخ طبیعی | موزه تاریخ طبیعی دانشگاه رازی موزه تاریخ طبیعی و تنوع زیستی کرمانشاه                                                                                    | ۱۳۷۲ ۱۳۸۵                |
| فرهنگ       | موزه مردم‌شناسی کرمانشاه موزه پوشاک و زیورآلات استان کرمانشاه موزه خط و کتابت کرمانشاه موزه تمبر کرمانشاه موزه ورزش کرمانشاه موزه آموزش و پرورش کرمانشاه | ۱۳۶۹ ۱۳۸۳ ۱۳۸۱ ۱۳۸۴ ۱۳۸۸ |
| جنگ         | موزه شهدای کرمانشاه موزه دفاع مقدس کرمانشاه | ۱۳۷۶ ۱۳۷۴                |

نگاره‌هایی از موزه‌های کرمانشاه

موزه پارینه سنگی زاگرس
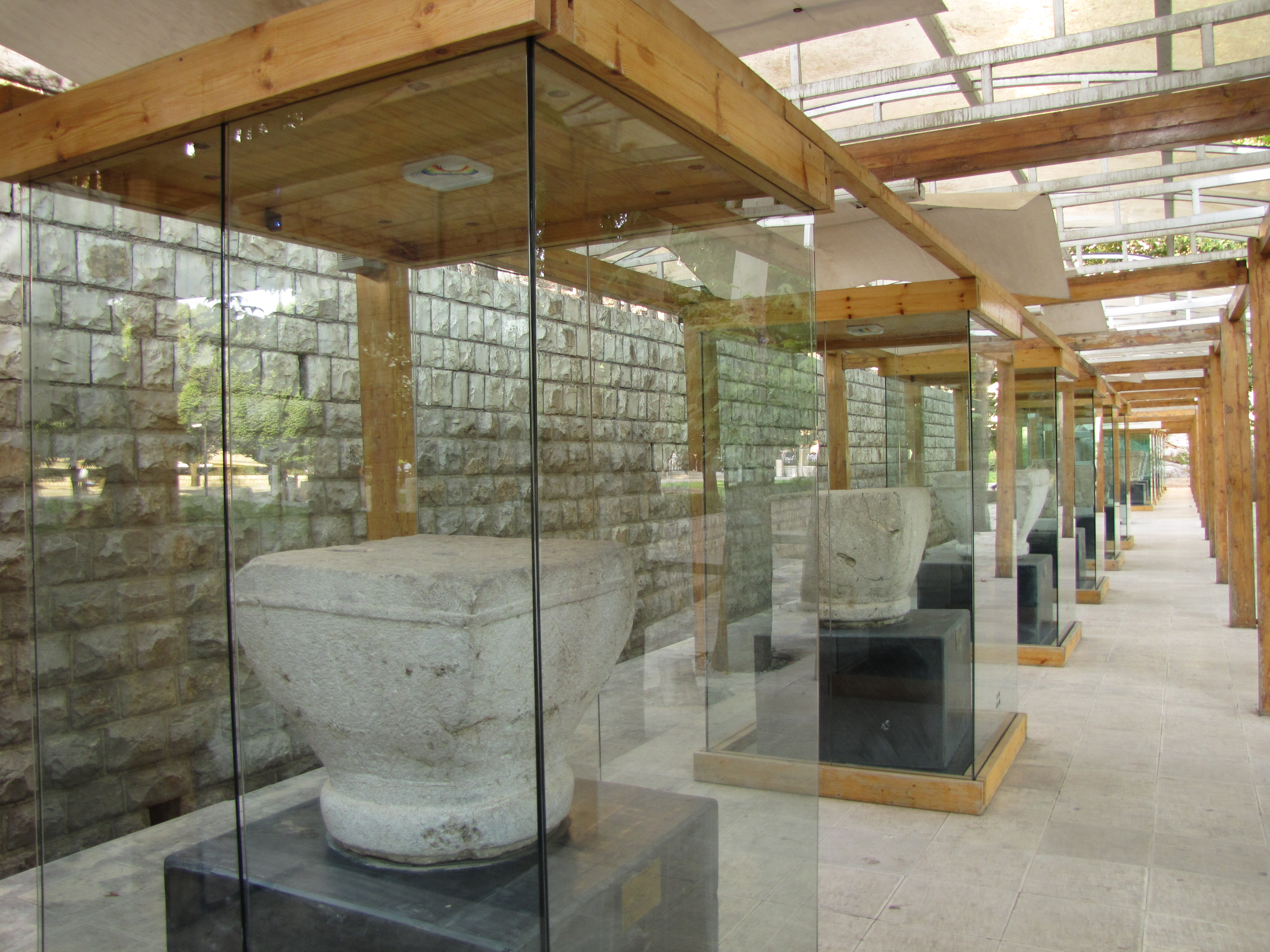
موزه سنگ طاق بستان
موزه مردم‌شناسی
موزه پوشاک و زیورآلات

### صنایع دستی
گلیم، گیوه، جاجیم، تلیس، نمد، موج، انواع آلات موسیقی (دف، تنبور، تار، دیوان، سه‌تار) و چرم.

### فرهنگ خوراک و آشپزی

نشان ثبت کرمانشاه به‌عنوان شهر خلاق خوراک‌شناسی در شبکۀ شهرهای خلاق یونسکو

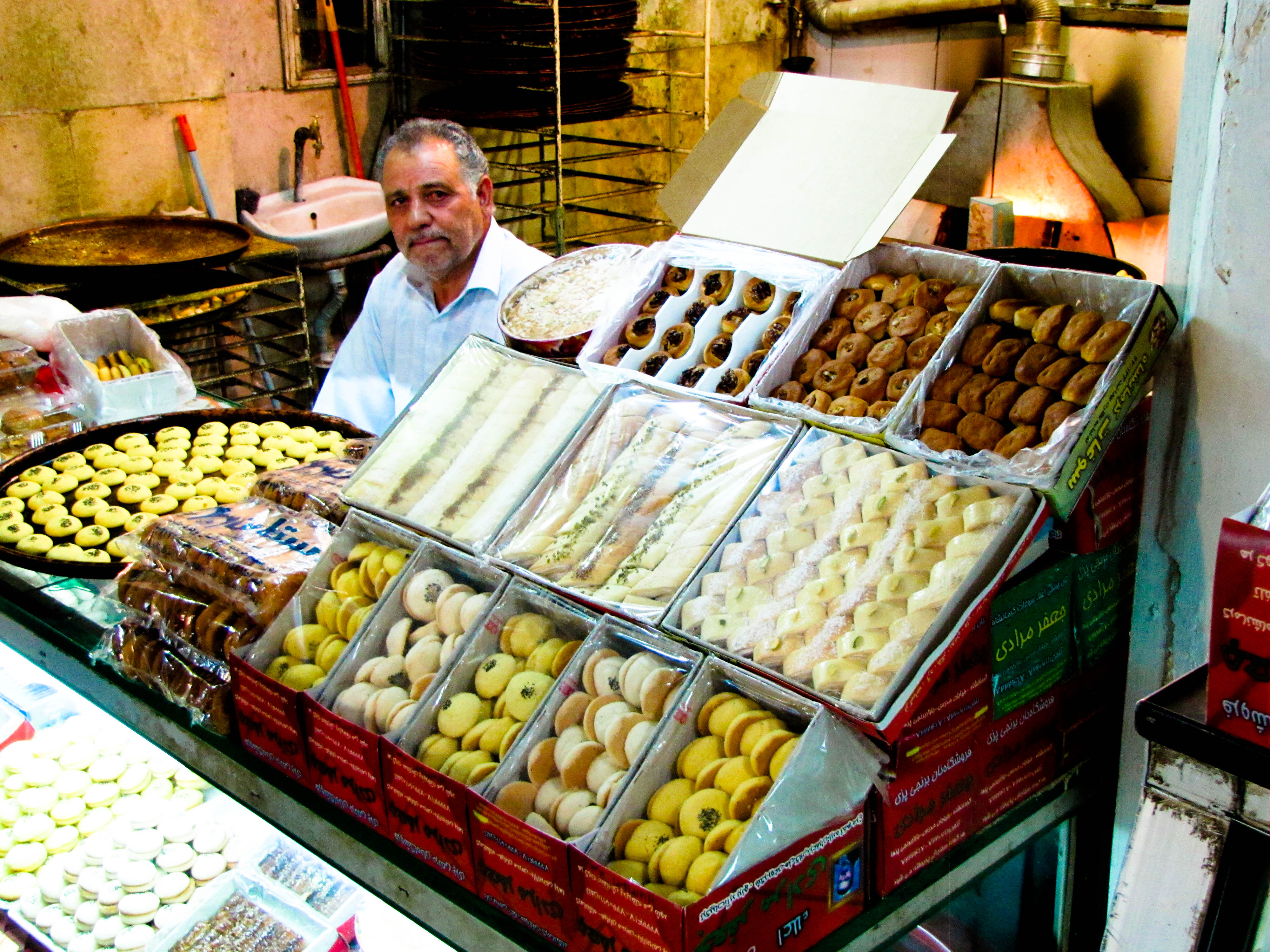
در بازار کرمانشاه نان برنجی پزها با قرار دادن نان برنجی‌ها روی سینی به مشتریان اجازه امتحان کردن شیرینی‌هایشان را می‌دهند. ردیف اول نان خرمایی، ردیف دوم کاک، ردیف سوم نان برنجی

فرهنگ خوراک و آشپزی مردم شهر کرمانشاه از تنوع بالایی برخوردار است و غذاها، شیرینی‌های متنوعی را در برمی‌گیرد. بژی، نان روغنی کرمانشاهی، نان شکری، نان برنجی، کاک، نان خرمایی و روغن کرمانشاهی، ترخینه، خورش خلال بادام، خورش کنگر، خورش ریواس، خورش بامیه، دنده کباب کرمانشاهی، جَرگ وَز، قاورمه، سیب‌پلو، آش عباسعلی، آش بادنجان، آش دانه کولانه، آش گیلاخه، آبگوشت کرمانشاهی، آبگوشت باغی، کلانه، نان پیچک، شلکینه از جملهٔ غذاها، نان‌ها، شیرینی‌ها و فرآورده‌های خوراکی در فرهنگ خوراک مردم شهر کرمانشاه هستند. در ۱۷ آبان ۱۴۰۰ شهر کرمانشاه از طرف یونسکو به عنوان سی و هفتمین «شهر خلاق خوراک‌شناسی» در جهان و دوازدهمین شهر خلاق خوراک در آسیا در شبکۀ شهرهای خلاق ثبت شد. به دنبال آن کرمانشاه  به‌دلیل ثبت ۱۱ نوع نان و ۲۰ نوع شیرینی، در آبان ۱۴۰۳ به شبکۀ شهرهای خلاق حوزۀ نان یونسکو نیز وارد شد.
نگاره‌هایی از غذاها و صنایع دستی کرمانشاه

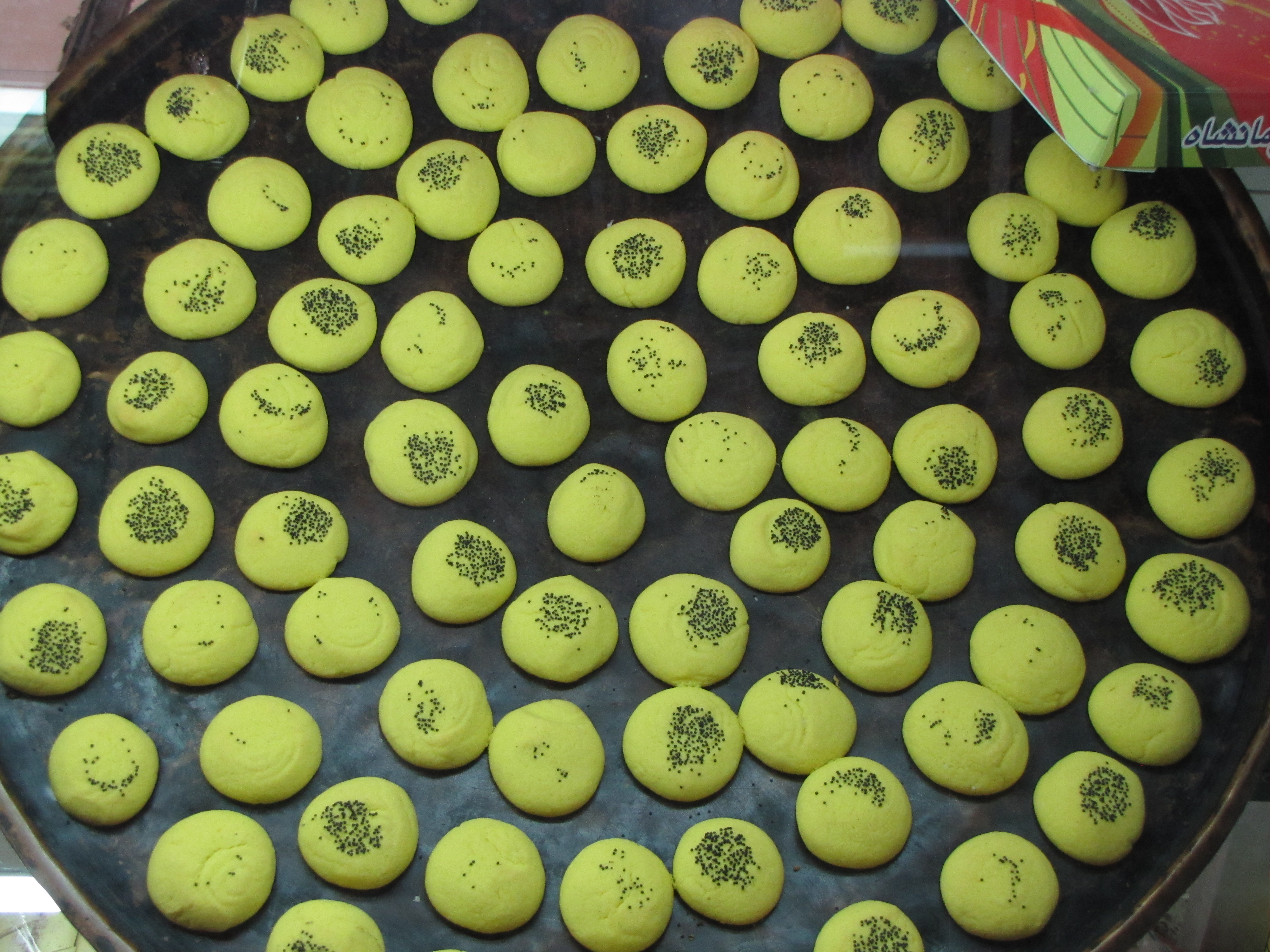
نان برنجی
نان خرمایی
خورش خلال بادام
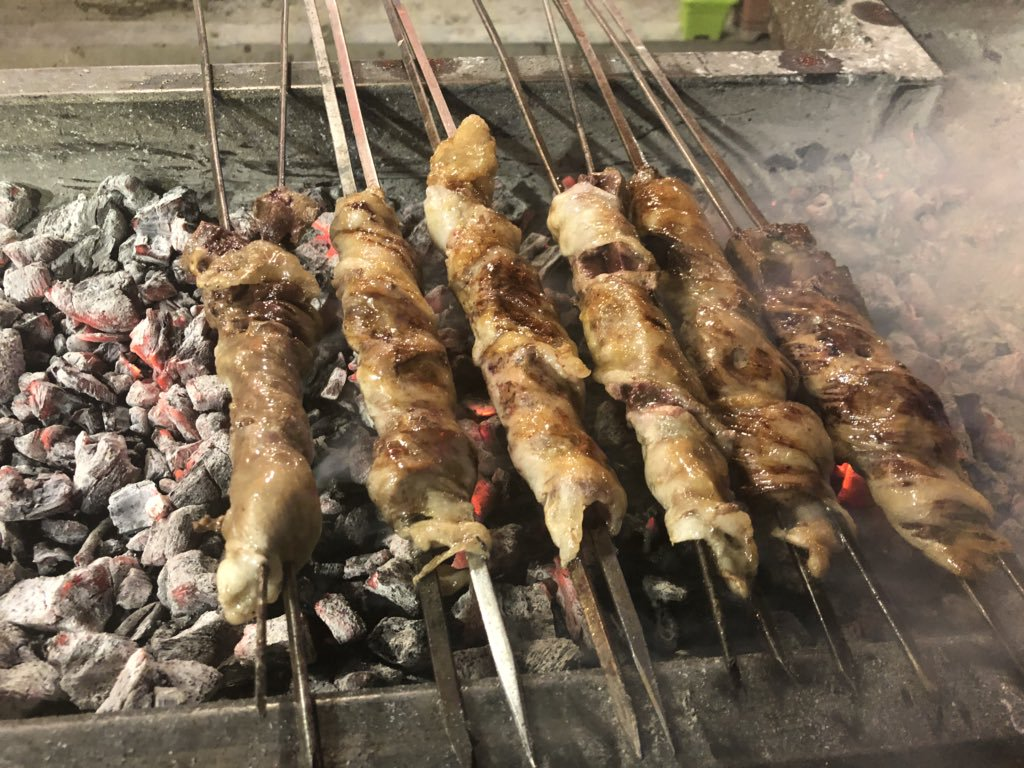
جَرگ وَز
کلاش

### روز کرمانشاه
به پیشنهاد معاونان گردشگری کرمانشاه و با تأیید مجلس شورای اسلامی، ۵ مرداد ماه به عنوان روز ملی «کرمانشاه گهوارهٔ تمدن» نام‌گذاری شده که هم‌زمان با عملیات مرصاد است.
علاوه بر این بنا بر مصوبهٔ کمیسیون فرهنگی شورای اسلامی شهر کرمانشاه، روز ۶ تیر هرسال به نام «روز فرهنگ کرمانشاه» و «جشن نیلوفر» نام‌گذاری شده‌است.

### نمادها

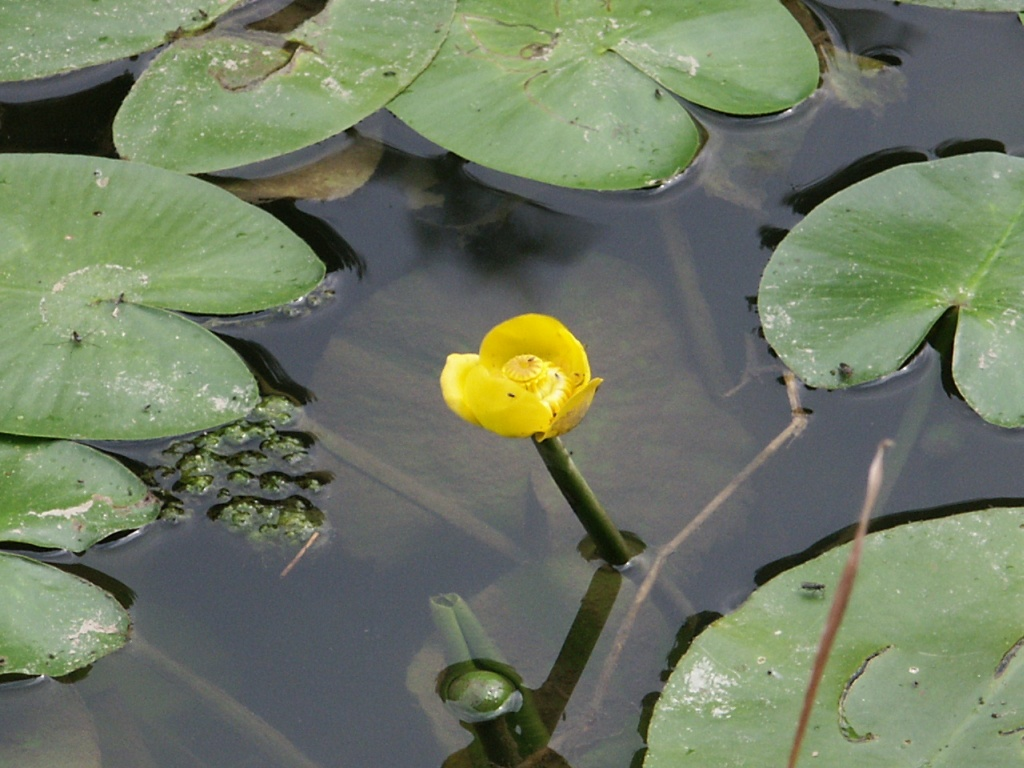
نیلوفر آبی زرد، نماد شهر کرمانشاه

نیلوفر آبی زرد از سال ۱۳۹۶ در یک کمپین تبلیغاتی توسط شهرداری و شورای شهر کرمانشاه به عنوان نماد این شهر و رنگ این گل نیز به عنوان رنگ نمادین این شهر انتخاب شده‌است. این گل در سرآب نیلوفر در نزدیکی شهر کرمانشاه می‌روید و به عنوان نمادی از آیین مهر در نقوش طاق بستان نیز مورد استفاده قرار گرفته‌است.

## آموزش

### دانشگاه‌ها
هم‌اکنون ۴۹ هزار دانشجو در ۹ مرکز دانشگاهی دولتی و خصوصی کرمانشاه  درحال تحصیل هستند، دانشگاه علوم پزشکی کرمانشاه اولین دانشگاه در منطقهٔ غرب کشور بود که در سال ۱۳۴۷ مدرسه عالی پرستاری کرمانشاه با پذیرش دانشجو در مقطع کارشناسی ناپیوسته (در زیر مجموعه بهداری) و دانشکدهٔ پزشکی (زیر مجموعه دانشگاه رازی) در سال ۱۳۵۵ با پذیرش دانشجو در مقطع دکترای عمومی تأسیس، گردیدند. دانشگاه رازی پس از دانشگاه علوم پزشکی کرمانشاه، نخستین دانشگاه در منطقهٔ غرب ایران است که در سال ۱۳۵۱ خورشیدی تأسیس شده‌است.
- دانشگاه رازی کرمانشاه بر اساس رتبه‌بندی یو اس نیوز در سال ۲۰۱۹ میلادی، که دانشگاه‌ها سراسر جهان را بر اساس ۱۳ فاکتور بررسی کرد توانست رتبه ۱۷ برترین دانشگاه ایران و ۱۱۹۰ دانشگاه برتر جهان شود. دانشگاه رازی رتبه نخست را درمیان دانشگاه‌های غرب کشور داراست.[۱۷۷]

| نوع دانشگاه | نام | تأسیس                    | شمار دانشجویان   |
| ----------- | --- | ------------------------ | ---------------- |
| دولتی       | دانشگاه رازی دانشگاه علوم پزشکی کرمانشاه دانشگاه صنعتی کرمانشاه دانشگاه فرهنگیان واحد کرمانشاه دانشگاه فنی و حرفه‌ای واحد کرمانشاه | ۱۳۵۱ ۱۳۴۷ ۱۳۸۶ ۱۳۹۰ ۱۳۴۶ | - ۳٬۵۰۰ - ۱٬۹۹۶  |
| آزاد        | دانشگاه آزاد اسلامی واحد کرمانشاه | ۱۳۶۷                     | ۲۳٬۰۰۰           |
| غیردولتی    | دانشگاه پیام نور کرمانشاه دانشگاه علمی کاربردی کرمانشاه مرکز آموزش عالی علمی کاربردی فرهنگ و هنر واحد کرمانشاه جهاد دانشگاهی کرمانشاه مؤسسهٔ آموزش عالی غیرانتفاعی زاگرس مؤسسهٔ آموزش عالی شهید رضایی مؤسسهٔ آموزش عالی گنجینهٔ هنر و معماری | ۱۳۷۷ ۱۳۷۳ - ۱۳۸۵ -       | ۱۲٬۰۰۰ - ۲٬۵۰۰ - |

### مدرسه‌ها
اولین مدرسهٔ مدرن در شهر کرمانشاه، مدرسهٔ محتشمیه بود که در سال ۱۲۷۸ خورشیدی توسط حسینعلی خان مهندس گوران تأسیس شد. همچنین در سال ۱۲۸۸ قرائتخانه‌ای به نام قرائتخانهٔ خلق در شهر ساخته شد که نخستین قرائتخانهٔ این شهر و نیز مدرسهٔ اکابر بود. مدرسهٔ آلیانس اسراییلیت کرمانشاه در سال ۱۲۸۳ خورشیدی از سوی اتحاد جهانی آلیانس تأسیس شد. نخستین مدرسهٔ دخترانه در کرمانشاه در سال ۱۳۰۱ خورشیدی به نام مدرسه دولتی دوشیزگان عضدیه تأسیس شد. همچنین نخستین مدرسهٔ غیردولتی در کرمانشاه در سال ۱۳۷۰ خورشیدی تأسیس شد.

### حوزه‌های دینی

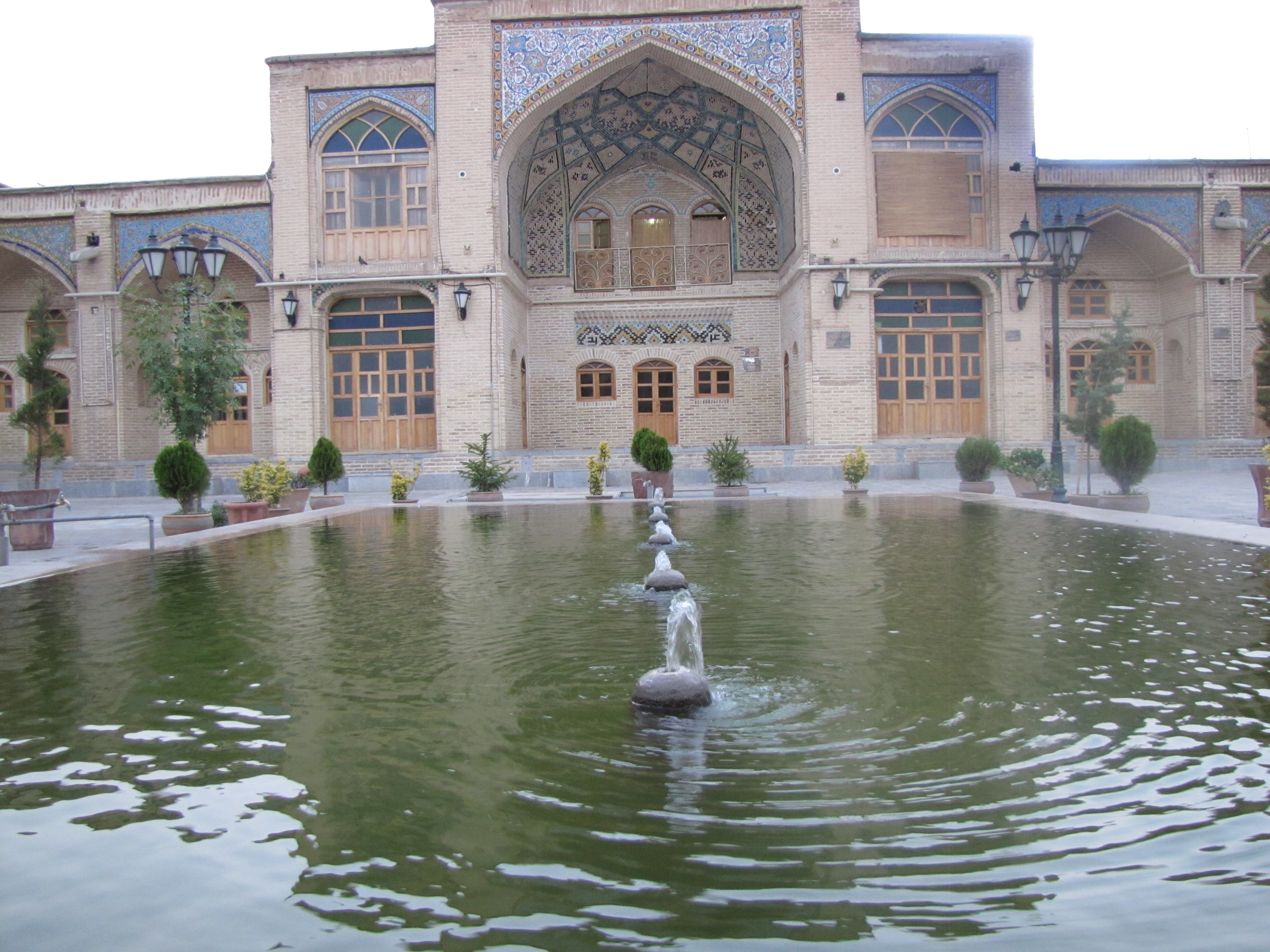
مسجد عمادالدوله، مکان قدیمی‌ترین حوزهٔ علمیه در شهر کرمانشاه

هم‌اکنون در شهر کرمانشاه ۴ حوزهٔ علمیهٔ شیعه وجود دارد که یکی از آن‌ها مخصوص بانوان است. مدرسهٔ علمیهٔ امام صادق در مکان مسجد عمادالدوله برقرار شده‌است که در سال ۱۲۴۷ خورشیدی (۱۸۶۸ میلادی) توسط امامقلی میرزا عمادالدوله ساخته شد. این حوزه که در ۲۶ فروردین ۱۲۵۱ (۱۴ آوریل ۱۸۷۲) همراه با کاروانسرا و مغازه‌های اطراف آن وقف شده‌است، قدیمی‌ترین حوزهٔ علمیهٔ کرمانشاه به‌شمار می‌رود. فعالیت این مدرسه در دوران پهلوی متوقف و در سال ۱۳۵۹ فعالیت دوبارهٔ خود را آغاز کرد. همچنین پس از انقلاب بهمن ۱۳۵۷، در سال ۱۳۶۳ با مجوز روح‌الله خمینی، حوزهٔ علمیهٔ امام خمینی تأسیس شد که در سال ۱۳۸۵ با پذیرش ۶۰ دانشجو کار خود را آغاز کرد.
| نام حوزه                                                                                  | تأسیس       | شمار طلبه‌ها              |
| ----------------------------------------------------------------------------------------- | ----------- | ------------------------ |
| مدرسه و حوزهٔ علمیهٔ امام صادق حوزهٔ علمیهٔ امام خمینی کرمانشاه حوزهٔ علمیهٔ حاج شهباز خان کلهر | ۱۲۴۷ ۱۳۶۳ - | ۷۰ نفر مرد، ۱۰۹ نفر زن - |

## ورزش

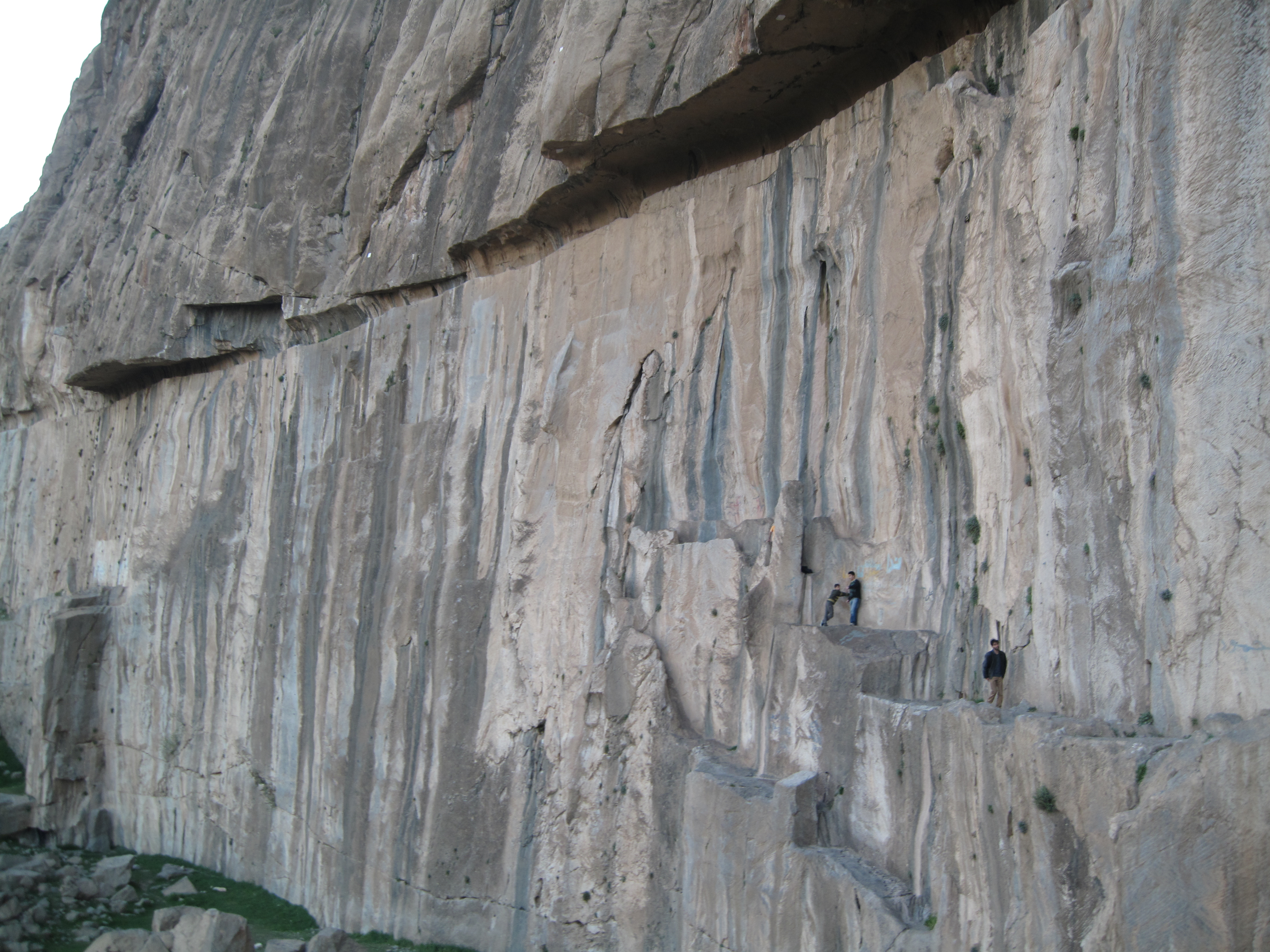
فرهاد تراش در بیستون محل برگزاری جشنواره سنگنوردی بیستون

ورزش‌های کشتی، وزنه‌برداری، پرورش اندام، فوتبال، کوهنوردی، سنگ‌نوردی، بوکس و شمشیربازی  ازجمله ورزش‌های پرطرفدار در کرمانشاه به‌شمار می‌آیند. باشگاه فوتبال راهیان کرمانشاه که پیشتر شیرین‌فراز نامیده می‌شد، هم‌اکنون در لیگ دسته اول فوتبال ایران بازی می‌کند. این تیم در دوره ۱۳۸۷–۱۳۸۶ در لیگ برتر فوتبال ایران حضور داشت. همچنین در زمینهٔ کشتی، شهر کرمانشاه در روزهای ۱۶ تا ۱۷ فوریهٔ ۲۰۱۷ میزبان مسابقات جام جهانی کشتی آزاد مردان بود که در سالن امام خمینی برگزار شد.
کرمانشاه در رشته کوه‌نوردی و سنگ‌نوردی، به سبب وجود کوه‌های مناسب و دیواره‌های طبیعی در اطراف شهر فعالیت زیادی دارد. همچنین دیواره بیستون به عنوان طولاترین دیواره سنگنوردی جهان در بیستون در نزدیکی شهر کرمانشاه قرار دارد. جشنواره سنگنوردی بیستون هر دو سال یک بار در ماه مهر با حضور سنگ نوردانی از سراسر جهان در دیواره بیستون برگزار می‌شود.
مهم‌ترین مجموعه‌های ورزشی کرمانشاه مجموعه ورزشی پانزده خرداد و مجموعه ورزشی آزادی هستند. ورزشگاه ۱۵ هزار نفری پانزده خرداد بزرگ‌ترین ورزشگاه شهر به‌شمار می‌آید. به جز این ورزشگاه، ورزشگاه تختی کرمانشاه و سالن امام خمینی از دیگر اماکن ورزشی شهر محسوب می‌شوند.  درحال حاضر ورزشگاه‌ها و اماکن ورزشی زیر در کرمانشاه فعال هستند:
در دی ۱۴۰۳ اعلام شد که میانگین سرانۀ فضای ورزشی در شهر کرمانشاه تنها ۴۶ سانتیمتر است که حتی از میانگین استان به میزان یک متر و ۲۰ سانتیمتر نیز کمتر است.
| شماره | نام ورزشگاه                     | رشته‌های فعال |
| ----- | ------------------------------- | --- |
| ۱     | مجموعه ورزشی آزادی              | فوتبال، دو و میدانی، والیبال، بوکس، اسکواش، شطرنج، تنیس، ژیمناستیک، کلینیک پزشکی، موزه ورزش، تکواندو، کشتی، استخر آزادی، تیر و کمان، نابینایان، ورزش‌های روستایی عشایری، دوچرخه‌سواری، پینگ‌پنگ |
| ۲     | مجموعه ورزشی پانزده خرداد       | فوتبال، دو و میدانی، اسکیت |
| ۳     | مجموعه ورزشی امام خمینی         | کشتی، جودو، اسکیت، رزمی، رزم‌آوران، ووشو، بوکس، تیر و کمان، پرورش اندام |
| ۴     | مجموعه ورزشی تختی               | بسکتبال، وزنه‌برداری، کشتی، کاراته، ورزش باستانی، کونگ‌فو، جودو، اتومبیل رانی، انجمنهای ورزشی، گلف                                                                                             |
| ۵     | مجموعه ورزشی کوثر (ویژه بانوان) | بسکتبال، والیبال، فوتسال، آمادگی جسمانی، ایروبیک، رزمی، استخر، فوتبال، دو میدانی، دوچرخه‌سواری، راگبی، کریکت، گلف، تکواندو                                                                    |
| ۶     | مجموعه ورزشی امام سجاد          | ووشو، کونگ‌فو، کبدی، کشتی، کاراته، رزمی، پینگ‌پنگ، کیک بوکسینگ |
| ۷     | ورزشگاه انقلاب کرمانشاه         | فوتبال |
| ۸     | مجموعه ورزشی اشرفی اصفهانی      | شنا، بدمینتون، شمشیربازی |
| ۹     | مجموعه ورزشی حضرت عباس          | شنا، فوتسال، والیبال، گلبال، کشتی، فوتسال معلولین، کاراته، کیک بوکسینگ، ووشو، ژیمناستیک، تکواندو، ایروبیک                                                                                    |
| ۱۰    | دهکده المپیک کرمانشاه           | سوارکاری، اتومبیلرانی |
| ۱۱    | مجموعه ورزشی کارمندان           | هاکی، ووشو، هندبال، رزمی |

## اقتصاد
در تحلیلی که مرکز مطالعات ریسک دانشگاه کمبریج در دسامبر ۲۰۱۷ ارائه کرده و در آن ترکیب صدمات وارده به شهرهای جهان بر اثر دستهٔ جامعی از تهدیدهای مهم بررسی شده‌است، شهر کرمانشاه در کنار کلان‌شهرهای تهران، مشهد، اصفهان، کرج، تبریز، شیراز، اهواز و قم یکی از بیشترین ریسک‌های درآمد اقتصادی را داشته‌است. در این تحلیل ۲۳ نوع تهدید در پنج طبقه، شامل (۱) بلایای طبیعی و اقلیمی مانند زلزله و توفان، (۲) مالی، تجاری و کسب‌وکار شامل سقوط بازار و تکانه‌های قیمتی، (۳) سیاسی، جنایی و امنیتی مانند بی‌ثباتی سیاسی، درگیری‌ها و تروریسم، (۴) فناوری و فضای مجازی، و (۵) سلامت و محیط زیست از قبیل بیماری‌های واگیردار و قحطی بررسی شده‌است. عمده‌ترین عامل ریسک برای شهر کرمانشاه در این تحلیل مهاجرت و جابجایی جمعیت در نتیجهٔ جنگ و قرار گرفتن در معرض بمب‌باران و موشک‌باران ناشی از درگیری میان دو کشور بوده‌است.

### پالایشگاه نفت کرمانشاه

شرکت پالایش نفت کرمانشاه

در سال ۱۳۰۱ وجود نفت خام به مقدار کافی در غرب ایران به اثبات رسید و از این زمان فعالیت استخراج و پالایش بااحداث پالایشگاه نفت کرمانشاه که در آن زمان «پالایشگاه کرمانشاه» نام داشت شروع گردید.
پالایشگاه نفت کرمانشاه در ابتدا در ساحل رودخانه قره‌سو و در محدودۀ روستای چیامیرزا ساخته شد، اما پس از گسترش شهر کرمانشاه در مرکز شهر قرار گرفت. فعالیت این پالایشگاه مشکلات زیست‌محیطی بسیاری برای شهر کرمانشاه و رودخانۀ قره‌سو به وجود آورده است. با این وجود در سال ۱۳۸۸ اعلام شد که این پالایشگاه  به‌دلیل داشتن ۱۲۶ هزار متر مربع فضای سبز یکی از واحدهای صنعتی سبز صنعت نفت شناخته شده است.

### خرید

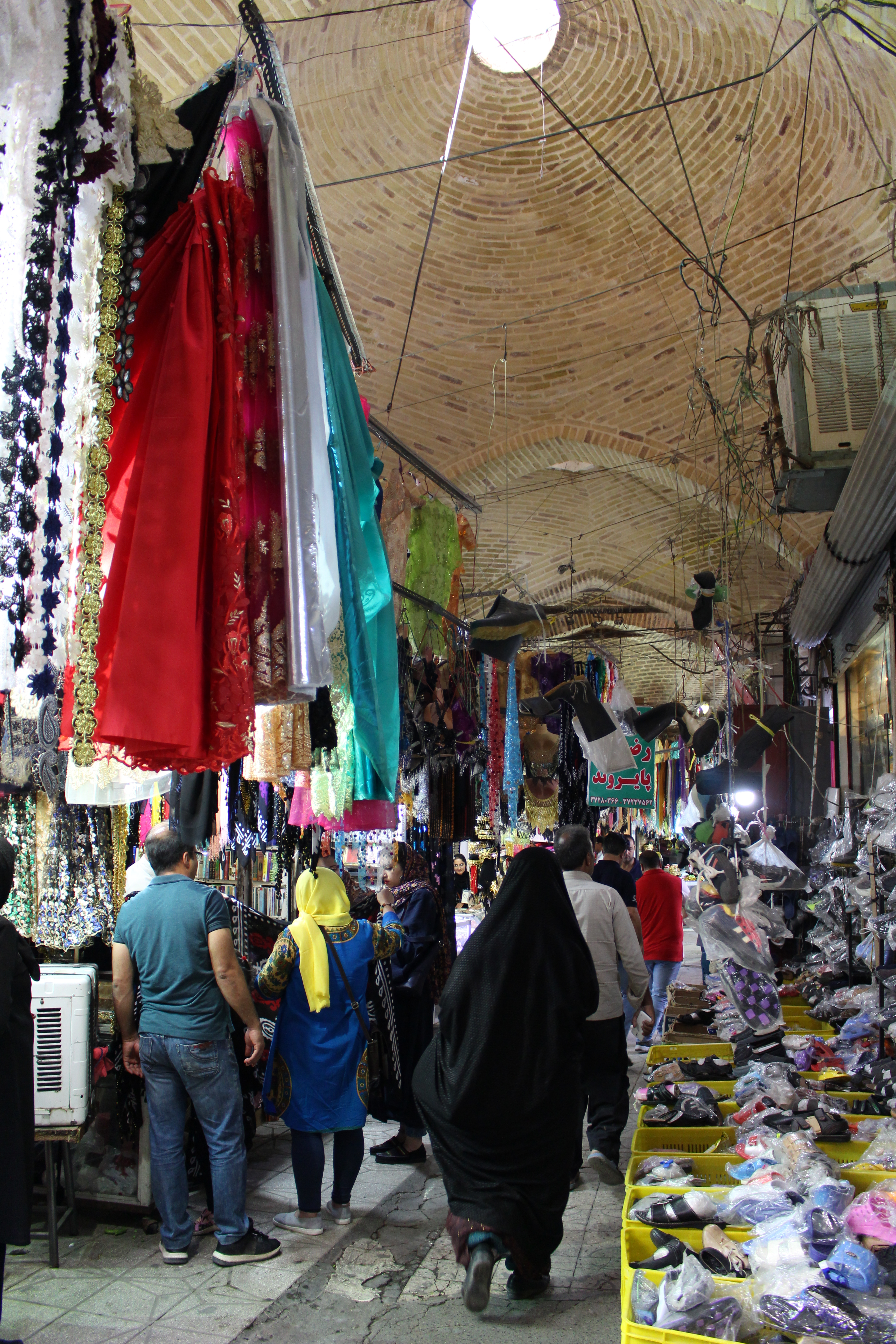
نمایی از درون بازار کرمانشاه

با وجود مراکز خرید نوین در شهر، بازار کرمانشاه به عنوان بازاری قدیمی که در مرکز شهر و در منطقهٔ ۳ شهرداری کرمانشاه قرار دارد، همچنان در این شهر اهمیت بالایی است.
سازمان مشاغل شهری و فرآورده‌‎های کشاورزی شهرداری کرمانشاه ۲۷ بازارچۀ ثابت برای عرضۀ میوه، تره‌بار، خشکبار و مواد پروتئینی و ... در این شهر دایر کرده است. علاوه بر این، هفت بازار محلی (روزبازار) نیز برنامه‌ریزی شده که در طول ایام هفته هر روز در یک نقطه از شهر برپا می‌شود. این روزبازارها شنبه‌ها در محلۀ تعاون، یکشنبه‌ها در محلۀ رودکی به سمت مجتمع میلاد، دوشنبه‌ها در میدان ظفر، سه‌شنبه‌ها در میدان نیایش به سمت جوادیه، چهارشنبه‌ها در پارک شیرین، پنج‌شنبه‌ها در دولت‌آباد و جمعه‌ها در پارک شرقی طاق‌بستان برپا می‌شوند.

## زیرساخت‌ها

### حمل و نقل درون‌شهری

#### بزرگراه‌ها
کرمانشاه  به‌دلیل مواجهه با مشکل ترافیک به ویژه در سال‌های پس از جنگ ایران و عراق ناچار از طراحی و ساخت شبکه بزرگراهی بوده‌است. کمربندی غربی کرمانشاه که در دهه ۱۳۵۰ ساخته‌شده‌بود با رشد شهر درون بافت شهری واقع شد. این کمربندی در طرح توسعه به باغ‌راه (پارک‌وی) تبدیل شد و ساخت کمربندی غربی جدیدی آغاز شد. همچنین کمربندی شرقی کرمانشاه در سال ۱۳۷۹ به بهره‌برداری رسید. دو بزرگراه شهید دایی‌پور و شهید سرابیان نیز در ۲۴ مهر ۱۴۰۱ افتتاح شد.  درحال حاضر شبکه بزرگراهی کرمانشاه شش بزرگراه را در محورهای شمالی، جنوبی، شرقی و غربی این شهر شامل می‌شود. مهم‌ترین آن‌ها عبارتند از:
- بزرگراه امام خمینی یا کمربندی شرقی کرمانشاه
- باغ‌راه امام علی یا کمربندی غربی کرمانشاه
- بزرگراه خلیج فارس در جنوب کرمانشاه
- بزرگراه صیاد شیرازی در شمال کرمانشاه.
- بزرگراه شهید دایی‌پور، به طول ۳ کیلومتر، از بهشت زهرا تا شهرک آریاشهر
- بزرگراه شهید سرابیان، به طول ۳ کیلومتر، از شهرک کیهانشهر تا بزرگراه امام خمینی

#### آزادراه‌ها
- آزادراه همدان-کرمانشاه
- آزادراه کرمانشاه-خسروی
- آزادراه کرمانشاه-حمیل

#### قطار شهری
در ۱۲ اردیبهشت سال ۱۳۸۶ خط ریلی کرمانشاه به طول ۱۴ کیلومتر در شورای عالی هماهنگی ترافیک به تصویب رسید و در ۱۵ تیر ماه ۱۳۸۷ سازمان قطار شهری کرمانشاه تأسیس شد. این خط قطار شهری شامل ۱۱ ایستگاه می‌شود و میدان فردوسی را به میدان طاق بستان متصل می‌کند که این پروژه در پنج سال به پایان می‌رسد. عملیات احداث خط قطار شهری کرمانشاه در سال ۱۳۸۸ به منوریل تغییر کاربری داد و مقرر شد در برخی از قطعات مسیر به صورت زیر زمینی و در برخی دیگر به صورت هوایی برای حمل مسافران استفاده شود. به این ترتیب هزینه اجرای این پروژه پنجاه درصد کاهش می‌یابد و عنوان شده‌است که  به‌دلیل «تفکر مهندسی و اصلاح الگوی مصرف» قطار شهری کرمانشاه به منوریل تغییر یافته‌است. با توجه به گفتهٔ یکی از نمایندگان این شهر به نظر می‌رسد مشکل اجرایی نشدن منوریل کرمانشاه بیشتر ضعفی مدیریتی است تا فراهم نشدن بودجه

#### اتوبوس‌رانی
سازمان مدیریت حمل و نقل مسافر کرمانشاه به عنوان یکی از سازمان‌های وابسته به شهرداری کرمانشاه مدیریت حمل و نقل درون‌شهری کرمانشاه را برعهده دارد. شرکت اتوبوسرانی کرمانشاه که در تاریخ ۱۷ شهریور ۱۳۴۴ با چند دستگاه اتوبوس و مینی‌بوس در مسیر میدان وزیری (نواب صفوی) تا میدان جلیلی تأسیس شده، زیر نظر این سازمان فعالیت می‌کند. 
در سال ۱۳۸۲ تعداد ۲۶، در سال ۱۳۸۶ تعداد ۵۴ و در سال ۱۳۸۷ تعداد ۱۲۴ اتوبوس متعلق به شرکت اتوبوسرانی کرمانشاه به بخش خصوصی واگذار شد. در آن زمان ۵۲ مسیر تردد و ۱۳۶۰ ایستگاه اتوبوس در ۵ منطقۀ اتوبوسرانی شهر کرمانشاه وجود داشت. در اردیبهشت ۱۳۸۷ مدیرعامل سازمان اتوبوسرانی کرمانشاه اعلام کرد که بنا بر قانون اجرای اصل ۴۴ می‌باید ۶۵ درصد ظرفیت اتوبوسرانی کرمانشاه به بخش خصوصی واگذار شود. خصوصی‌سازی ناوگان اتوبوسرانی سبب مشکلاتی در پرداخت حقوق رانندگان شده که چندین اعتصاب را در خطوط اتوبوسرانی کرمانشاه به دنبال داشت. در ۲۵ شهریور ۱۳۹۱ رانندگان اتوبوسرانی کرمانشاه دست به اعتصاب زدند. همچنین در فروردین ۱۳۹۶ جمعی از رانندگان اتوبوس‌های بخش خصوصی اتوبوسرانی کرمانشاه دست به اعتصاب زدند. در سال ۱۳۹۷ ناوگان اتوبوس‌رانی کرمانشاه و حومه از ۲۶۲ اتوبوس تشکیل شده‌بود که در پنج منطقه و ۵۰ خط کار می‌کردند. در فروردین ۱۳۹۹ همزمان با دنیاگیری کووید-۱۹ و شیوع آن در استان کرمانشاه با توجه به هشدارهای اعلام‌شده در خصوص عدم استفاده از وسایل حمل و نقل عمومی و کاهش حدود ۷۰ درصدی تعداد مسافران، دو ترمینال و تمامی خطوط اتوبوسرانی در شهر کرمانشاه تعطیل شد.
به دنبال خصوصی‌سازی و پس از تعطیلی ناشی از کووید-۱۹، تا چند سال اتوبوسرانی در کرمانشاه به حالت نیمه‌تعطیل درآمد، به گونه‌ای که رییس سازمان حمل و نقل مسافر شهرداری کرمانشاه در آذر ۱۴۰۲ اعلام کرد که تنها ۵۰ دستگاه اتوبوس در این سازمان باقی مانده که آن‌ها هم متعلق به بخش خصوصی هستند و قرارداد رانندگان آن‌ها نیز بعد از ۱۰ سال به پایان رسیده‌است و به همین خاطر فعال‌سازی مجدد این اتوبوس‌ها نیز نیازمند عقد قرارداد مجدد با رانندگان آن‌هاست. در اسفند ۱۴۰۲ نیز شهردار کرمانشاه طی کنفرانسی خبری اعلام کرد که شهرداری کرمانشاه همۀ اتوبوس‌های خود را به بخش خصوصی واگذار کرده و حتی یک اتوبوس نیز در مالکیت خود ندارد و وضعیت اتوبوس‌رانی کرمانشاه به جایی رسیده که سرانۀ سفر با وسایل حمل و نقل عمومی در کرمانشاه تا ۲.۵ درصد سقوط کرده‌است.
به دنبال بحرانی که در نتیجۀ خصوصی‌سازی و نیز شیوع کورونا در اتوبوس‌رانی کرمانشاه به وجود آمده‌بود، حمل و نقل عمومی در شهر کرمانشاه می‌بایست احیا می‌شد. بدین منظور شهرداری کرمانشاه ۱۰۸ دستگاه اتوبوس برای شرکت اتوبوسرانی خریداری کرد. اگرچه در آذر ۱۴۰۲ رییس سازمان حمل و نقل مسافر شهرداری کرمانشاه اعلام کرده‌بود که هزینۀ خرید این ۱۰۸ اتوبوس یک سال پیش پرداخت شده، اما پس از گذشت یک سال تنها ۴۴ دستگاه آن تحویل شده و از این میزان نیز تنها ۱۹ دستگاه آن در سطح شهر فعال شده و برای مابقی راننده‌ای وجود ندارد. بنابراعلام سازمان حمل و نقل مسافر کرمانشاه، تعداد اتوبوس‌های تحویل‌شده تا بهمن ۱۴۰۲ به ۴۴ و تا اسفند ۱۴۰۲ به ۴۷ رسیده‌است. با این وجود در دی ۱۴۰۳ اعلام شد که تنها ۴۴ دستگاه از این اتوبوس‌ها تحویل داده شده است. در دی ۱۴۰۳ مجموع اتوبوس‌های شرکت اتوبوس‌رانی کرمانشاه ۸۰ دستگاه بوده که ۶۰ درصد آن دولتی و ۴۰ درصد نیز متعلق به بخش خصوصی بوده است. همچنین در راستای احیای اتوبوس‌رانی کرمانشاه، از ابتدای ۱۴۰۳ دو خط راه‌اندازی شد که مسیر جنوب غرب-شمال شرق (فردوسی تا میدان تاق‌بستان) و مسیر غرب-شرق (دولت‌آباد تا مرادآباد کیهانشهر) را تحت پوشش قرار می‌دهد.

### حمل و نقل برون‌شهری

#### پایانهٔ مسافربری
دو پایانه مسافربری برون‌شهری در شهر کرمانشاه وجود دارد. پایانهٔ مسافربری شهید کاویانی برای انتقال مسافران بین شهری بوسیلهٔ مینی بوس، اتوبوس و خودروسواری مورد استفاده قرار می‌گیرد. دو شرکت ایران پیما و شرکت تعاونی مسافربری شماره ۷ در خیابان مدرس و شرکت تی بی‌تی در میدان مصدق دارای مراکز فروش بلیط هستند. پایانه مسافربری دیگر با نام پایانه مسافربری راه کربلا محل نقل و انتقال مسافران شهرستان‌های غرب استان و نیز کشور عراق است.

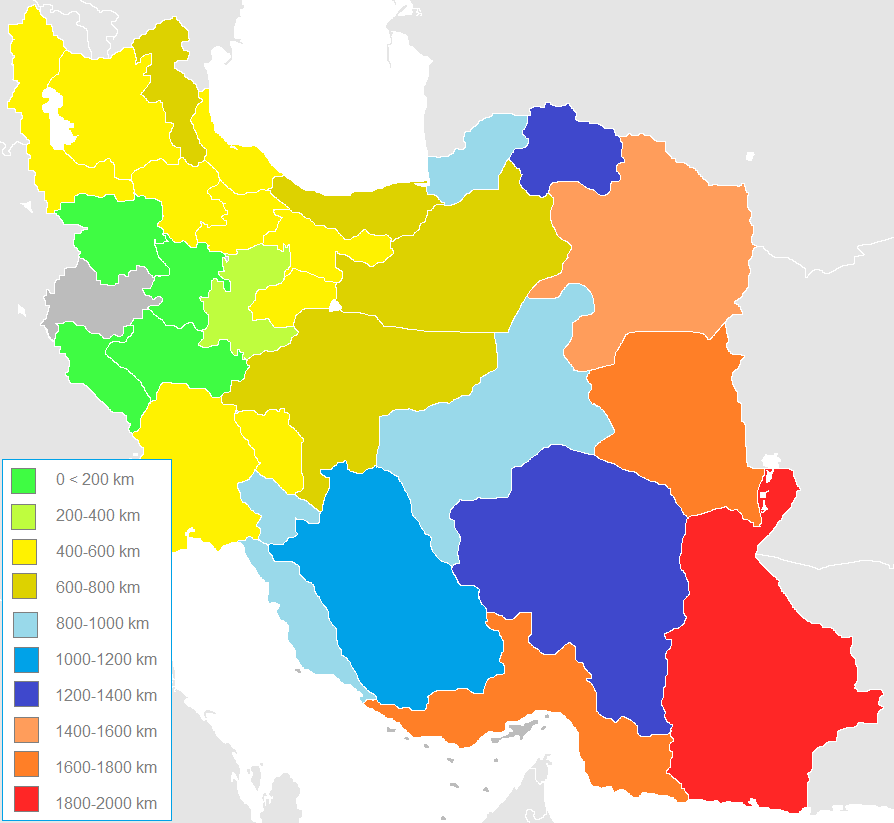
فاصلهٔ زمینی شهر کرمانشاه با مراکز استان‌ها از رایج‌ترین مسیرها

فاصلهٔ شهر کرمانشاه با برخی از مناطق پر رفت‌وآمد:
| شهر مقصد             | وسیلهٔ نقلیه | طول مسافرت |
| -------------------- | ----------- | ---------- |
| تهران از مسیر همدان  | اتوبوس      | ۹ ساعت     |
| تهران از مسیر ملایر  | اتوبوس      | ۷ ساعت     |
| همدان                | مینی‌بوس     | ۳ ساعت     |
| ملایر                | اتوبوس      | ۲:۴۰ ساعت  |
| اراک                 | اتوبوس      | ۴ ساعت     |
| قم                   | اتوبوس      | ۶ ساعت     |
| بابل                 | اتوبوس      | ۱۲ ساعت    |
| بوکان                | اتوبوس      | ۶ ساعت     |
| تبریز                | اتوبوس      | ۸ ساعت     |
| اهواز                | اتوبوس      | ۱۰ ساعت    |
| ارومیه               | اتوبوس      | ۱۲ ساعت    |
| اصفهان از مسیر ملایر | اتوبوس      | ۸ ساعت     |
| خرم‌آباد              | اتوبوس      | ۵ ساعت     |

#### فرودگاه بین‌المللی
فرودگاه کرمانشاه با نام فرودگاه بین‌المللی اشرفی اصفهانی به عنوان استانداردترین و مهم‌ترین فرودگاه غرب کشور مورد استفاده قرار می‌گیرد.
پروازهای خارجی:دبی، دمشق، جده، سلیمانیه و استانبول.
پروازهای داخلی: تهران، مشهد، کیش، بندرعباس، کرمان، شیراز، عسلویه، ساری.

#### راه‌آهن
در سال ۱۳۵۵ مطالعات برای احداث راه‌آهن کرمانشاه انجام شد و انجام این عملیات با شروع جنگ ایران و عراق اجرایی نشد و پس از آن نیز این پروژه تا مجلس ششم به فراموشی سپرده شد، پروژهٔ راه‌آهن کرمانشاه در سه فاز انجام می‌شود. فاز اول اراک-ملایر، فاز دوم ملایر-کنگاور و فاز سوم کنگاور-کرمانشاه. عملیات ساخت این پروژه در سال ۱۳۸۰ آغاز شد و قرار بود در سال ۱۳۸۵ تکمیل شود، اما عملیات اجرایی دوباره راه‌آهن کرمانشاه در سال ۱۳۸۵ آغاز شد و عنوان شد که این پروژه در سال ۱۳۸۷ تکمیل می‌شود. این در حالی است که در سال ۱۳۸۸ فاز دوم پروژه هنوز آغاز نشده بود. یکی از دلایل عقب ماندن این طرح اختصاص دادن بودجه طرح‌های ریلی کشور  ازجمله راه‌آهن کرمانشاه به طرح راه‌آهن بافق-مشهد بوده که با این کار پروژهٔ بافق-مشهد چهار سال زودتر از موعد مقرر تمام شد. ساخت این پروژه تا پایان سال ۱۳۹۰ به کرمانشاه و تا پایان سال ۱۳۹۲ به مرز خسروی و به راه‌آهن خانقین عراق متصل می‌شود. با این حال پایان این پروژه تا سال ۱۳۹۶ در زمان تعیین شده بعید به نظر می‌رسید. تا اینکه سرانجام ایستگاه راه‌آهن کرمانشاه در ۲۹ اسفند ۱۳۹۶ با حضور رئیس‌جمهور وقت حسن روحانی افتتاح شد. این خط راه‌آهن کرمانشاه را از طریق ایستگاه راه‌آهن ملایر به پایتخت ایران شهر تهران متصل می‌کند.
همچنین راه‌آهن دیگری که قرار است شبکهٔ ریلی جنوب ایران را به راه‌آهن شمال غربی متصل کند از استان کرمانشاه عبور می‌کند. در این طرح که در مراحل ابتدایی قرار دارد، بندر امام خمینی از طریق خط ریلی که از استان‌های خوزستان، لرستان، کرمانشاه، کردستان و آذربایجان غربی عبور می‌کند به گذرگاه مرزی بازرگان متصل خواهد شد.

## وضعیت محیط زیست

### آلودگی هوا
مهم‌ترین عامل آلودگی هوای کرمانشاه ناشی از گرد و غبار بیابان‌های کشورهای عراق و عربستان است که باعث تعطیلی ادارات، مدارس و لغو پروازها  به‌دلیل کاهش شدید دید در برخی روزها می‌گردد؛ میزان دید در برخی از روزها به ۱۰۰ تا ۲۰۰ متر کاهش می‌یابد؛ و این آلودگی در ۱۴ تیر ۱۳۸۸ به ۲۱ برابر حد مجاز رسید؛ عاملی که باعث بستری شدن ده‌ها نفر در بیمارستان‌ها  به‌دلیل مشکلات تنفسی و قلبی بوده‌است. همچنین این پدیده باعث آسیب شدید به جنگل‌های بلوک، نابودی پوشش گیاهی و بیابانی شدن منطقه شده‌است.

### آلودگی آب‌ها
با گسترش شهر کرمانشاه رودخانهٔ قره‌سو که از میان شهر عبور می‌کند با مشکلات زیست‌محیطی مواجهه شده‌است، مهم‌ترین عامل در آلودگی این رودخانه ریختن فاضلابی است که رودخانه آبشوران همراه می‌آورد و پس از آن ریختن فاضلاب‌های کشاورزی است به‌طوری‌که این رودخانه امروز تبدیل به فاضلاب شده‌است. در سال‌های پیشین این رودخانه بیش از ۱۵ نوع ماهی را در خود جای می‌داده به‌طوری‌که شغل برخی از بومیان منطقه از راه صید و فروش ماهی تأمین می‌شده‌است؛ که امروزه این زیستگاه به کلی تخریب شده‌است.

### زباله
کرمانشاه نخستین شهر در ایران بود که دفن زباله در آن متوقف شده و نخستین طرح بازیافت پسماند در آن به اجرا درآمد. شرکت بازیافت مواد و تولید کود آلی کرمانشاه در سال ۱۳۸۰ تأسیس شد و از آن زمان مسئولیت جمع‌آوری و بازیافت زباله را در شهر کرمانشاه بر عهده دارد.
بنا بر اعلام مدیرکل محیط زیست استان کرمانشاه در سال ۱۳۹۵، روزانه در شهر کرمانشاه ۶۰۰ تن زباله تولید می‌شود. همچنین سرانهٔ هر شهروند کرمانشاهی در طول روز بین ۶۸۰ تا ۸۰۰ گرم زباله است.  درحال حاضر ۱۰۰ درصد پسماند تولیدی در شهر کرمانشاه بازیافت می‌شود که ۷۰ درصد آن به کود کمپوست تبدیل می‌شود. پسماندهای ویژهٔ بیمارستانی شهر کرمانشاه نیز پس از بی‌خطرسازی در محلی در نزدیکی سراب قنبر دفن می‌شود؛ با این وجود از سال ۱۳۹۸ همزمان با شیوع کرونا و افزایش زباله‌های بیمارستانی محل جدیدی در همان نزدیکی سرآب قنبر برای دفن این گونه از زباله‌ها جانمایی شد که هنوز به بهره‌برداری نرسیده‌است.
اگرچه روش تفکیک از مبدأ از سال ۱۳۷۹ در کرمانشاه آغاز شده و کرمانشاه نخستین شهر ایران بوده که کارخانه بازیافت زباله کشور در آن راه‌اندازی شده‌است، اما شهرداری منطقهٔ ۶ از ۱۶ آبان ۱۳۹۸  به‌دلیل مسئلهٔ زباله‌گردها در کرمانشاه، بار دیگر تصمیم به اجرای روش سنتی جمع‌آوری زباله گرفته و اعلام کرده که مخازن جمع‌آوری زباله را برمی‌چیند. در همین رابطه در مرداد ۱۴۰۱ اعلام شد که مخازن زباله جمع‌آوری و طرح جمع‌آوری زباله از درب منازل به صورت پایلوت در شهرک حافظیه و پس از احصاء مشکلات در سراسر شهر اجرا خواهد شد.

## مسائل اجتماعی
پوران درخشنده در واکنش به تعطیلی سینماهای شهر کرمانشاه عنوان کرده بود:
بالا بودن آمار بی‌کاری، افزایش طلاق، و آمار بالای معتادین در این شهر همه و همه گویای این مطلب است که در این شهر کار فرهنگی قابل توجه صورت نمی‌گیرد و استان کرمانشاه  درحال طی کردن یک روند غیر فرهنگی است.

### حاشیه‌نشینی
در سال ۱۳۹۱ کرمانشاه یکی از چهار شهر نخست در ایران به لحاظ حاد بودن معضل حاشیه‌نشینی اعلام شد. در سال ۱۳۹۶ جمعیت حاشیه‌نشینان در شهر کرمانشاه نزدیک به ۳۷۰ هزار نفر برآورد شد. در دی‌ماه ۱۴۰۱ فرماندار کرمانشاه جمعیت حاشیه‌نشینان کرمانشاه را نزدیک به ۴۰۰ هزار نفر و تعداد محلات حاشیه‌نشین را ۳۶ محله اعلام کرد که از این میان ۱۳ محله به گفتهٔ وی در وضعیت بحرانی قرار دارند.

## ارتباط‌های بین‌المللی

### کنسولگری‌ها
| نام کشور | وضعیت کنسولگری | سال فعالیت             |
| -------- | -------------- | ---------------------- |
| عراق     | فعال           | ؟ – ۱۹۷۹ ۲۰۰۵ – تاکنون |
| بریتانیا | غیرفعال        | ۱۹۰۵ – ۱۹۷۳            |
| روسیه    | غیرفعال        | ۱۹۰۳ – ۱۹۱۷            |

### شهرهای خواهر
| پرچم | شهر         | کشور    | سال خواهر خواندگی |
| ---- | ----------- | ------- | ----------------- |
|      | رسبورگ      | آمریکا  | دهه ۱۳۵۰          |
|      | سیسیل       | ایتالیا | ۲۰۱۰              |
|      | غازی عینتاب | ترکیه   | ۲۰۱۰              |
|      | اشپلیت      | کرواسی  | ۲۰۱۱              |

در شهر سلیمانیه در کردستان عراق نیز مدرسه‌ای به نام «مدرسهٔ راهنمایی کرماشان» نامگذاری شده‌است.
همچنین  به‌دلیل خواهرخواندگی شهر رسبورگ در ایالت اورگن آمریکا با شهر کرمانشاه در دهه ۱۳۵۰، خیابانی به نام خیابان کرمانشاه در رسبورگ نامگذاری شده‌است.
در آبان ۱۳۹۰ خیابانی در منطقۀ ۲۲ شهرداری تهران در نزدیکی ایستگاه متروی وردآورد به نام خیابان کرمانشاه نام‌گذاری شد.
شهرداری کرمانشاه در مجمع شهرداران آسیایی عضویت دارد. در سال ۲۰۲۵ این مجمع شهر کرمانشاه را به عنوان «پایتخت فرهنگی شهرهای آسیایی» برگزید.

### فارسی
- آلبرت تن آیک اومستد (۱۳۷۲)، تاریخ شاهنشاهی هخامنشی، ترجمهٔ محمد مقدم، تهران: امیرکبیر، شابک ۹۶۴-۰۰-۰۴۶۶-۹
- احمد بن یحیی بلاذری (سده سوم)، «فتح‌های جبال-حلوان»، فتوح البلدان، ترجمهٔ محمد توکل، بیروت: دار و مکتبة الهلال تاریخ وارد شده در |تاریخ=، عدم تطابق|سال= / |تاریخ= را بررسی کنید (کمک)
- بهمن کاظمی (زمستان ۱۳۸۹)، موسیقی قوم کرد، تهران: مؤسسهٔ تألیف، ترجمه و نشر آثار هنری متن، با همکاری فرهنگستان هنر جمهوری اسلامی ایران، ص. ۴۰۶، شابک ۹۷۸-۹۶۴-۲۳۲-۰۹۹-۸
- حمدالله مستوفی (۱۳۶۲)، نزهةالقلوب، به کوشش به اهتمام و تصحیح گای لیسترانج.، تهران: دنیای کتاب، ص. ۳۷۸
- سیدضیاءالدین خرم شاهی،سید ضیاء الدین خرم شاهی (دی ۱۳۷۵)، کتاب سبز (بانک اطلاعات استان کرمانشاه)، کرمانشاه: کانون تبلیغاتی دالاهو
- عبدالرحمان شرفکندی (هژار) (۱۳۶۹)، هنبانه بورینه: فرهنگ کردی فارسی (ویراست محمدماجد مردوخ روحانی)، تهران: سروش، ص. ۱۰۳۵، شابک ۹۶۴-۴۳۵-۷۰۱-۹
- اردشیر کشاورز (۱۳۸۸)، «کرمانشاه ما به دورنمای قدیم شهر»، کرمانشاه، و دیگران، تهران: انستیتو فرهنگی کردستان، با همکاری مؤسسهٔ فرهنگی آراس هولیر، ص. ۱۸۷–۱۸۲
- محمدحسین شیریان (دی ۱۳۹۲)، تاریخ مطبوعات استان کرمانشاه، کرمانشاه: اداه کل فرهنگ و ارشاد اسلامی استان کرمانشاه، شورای پژوهشی، ص. ۵۲۲، شابک ۹۷۸-۹۶۴-۰۴-۹۴۸۵-۱
- هنری بایندر (۱۳۷۰)، سفرنامهٔ هنری بایندر: کردستان، بین‌النهرین و ایران، ترجمهٔ کرامت‌الله افسر، تهران: انتشارات فرهنگسرا (یساولی)، ص. ۵۲۸
- محمد بن نجیب بکران (۱۳۴۲)، جهان‌نامه: متن جغرافیایی تألیف‌شده در ۶۰۵ هجری، به کوشش محمدامین ریاحی.، تهران: کتابخانهٔ ابن سینا، ص. ۱۳۹
- نصرالدین الیاس زاده مقدم، عارف اقوامی مقدم (۱۳۹۰)، مجموعه مصوبات شورای عالی شهرسازی و معماری ایران از بدو تأسیس تا پایان سال ۱۳۹۰، گردآوری و تنظیم وزارت راه و شهرسازی معاونت شهرسازی و معماری، دفتر طرح‌های کالبدی، دبیرخانهٔ شورای عالی شهرسازی و معماری ایران، تهران: مرکز مطالعاتی و تحقیقاتی و شهرسازی و معماری، شابک ۹۷۸-۶۰۰-۵۳۹۲-۲۰-۳
- فریبرز رئیس‌دانا (۱۳۸۰)، بررسی‌های کاربردی توسعه و اقتصاد ایران، جلد دوم، تهران: چشمه
- الگو:یادکرد کتاب=صورة الارض

### انگلیسی
- Silk Buckingham, James (۱۸۳۰)، Travels in Assyria, Media, and Persia (ویراست ۲ND Edition)، Oxford University:Henry Colburn and Richard Bentley
- Boulanger, Robert (۱۹۶۶)، The Middle East, Lebanon, Syria, Jordan, Iraq, Iran، Hachette
- Conrad Malte-Brun (۱۸۲۴)، Universal geography: or a description of all parts of the world, on a new plan, according to the great natural divisions of the globe; accompanied with analytical, synoptical, and elementary tables، لندن: Wells and Lilly
- Innes Clarke,John; Drummond Clark, Brian (1969), Kermanshah: an Iranian provincial city (به انگلیسی) (illustrated ed.), University of Durham (Dept. of Geography){{citation}}:  نگهداری یادکرد:نام‌های متعدد:فهرست نویسندگان (link)
- Bruke, Andrew; Elliott, Mark; Mohammadi, Kamin (۲۰۰۴)، «Western Iran»، Iran;LONELY PLANET IRAN;Country Guide Series;Lonely planet;City guide، Lonely Planet، شابک ۱-۷۴۰۵۹-۴۲۵-۸,ISBN ۹۷۸-۱-۷۴۰۵۹-۴۲۵-۷ مقدار |شابک= را بررسی کنید: invalid character (کمک)
- Floor, Willem (2012). "Hospitals in Safavid and Qajar Iran: An Enquiry into their Number, Growth and Importance".  In Speziale, Fabrizio (ed.). Hospitals in Iran and India, 1500–1950s. BRILL, Institut Français de Recherche en Iran. doi:10.1163/9789004229198. ISBN 978-90-04-22919-8.{{cite book}}:  نگهداری CS1: پیش‌فرض تکرار ref (link)